# Campagna d'Italia (1943-1945)
La campagna d'Italia fu l'insieme delle operazioni militari condotte dagli Alleati in Italia nell'ambito della seconda guerra mondiale, nel periodo che va dal giugno 1943 al maggio 1945; la campagna fu intrapresa prima per sconfiggere l'Italia fascista, reputata la più debole tra le tre maggiori potenze dell'Asse, e poi, dopo la sua resa incondizionata annunciata l'8 settembre 1943, per attirare nella penisola italiana occupata dalle truppe del feldmaresciallo Albert Kesselring altre forze della Wehrmacht, alleggerendo così gli altri teatri europei.
La campagna, guidata da parte alleata prima dal generale Dwight Eisenhower e poi dal generale Harold Alexander, fu caratterizzata da una serie di sbarchi e da sanguinose battaglie di logoramento lungo le successive linee difensive approntate dall'esercito tedesco. Le truppe alleate, costituite da contingenti provenienti da molteplici Paesi, furono ostacolate dall'aspro territorio appenninico, dalle difficoltà climatiche e dalla tenace resistenza tedesca che provocarono forti perdite e il lento avanzamento del fronte. Roma non venne liberata fino al 4 giugno 1944. La Linea Gotica fu superata solo nell'aprile 1945 con una massiccia offensiva finale che permise di raggiungere la pianura Padana; il 2 maggio, con la resa di Caserta, i combattimenti in Italia ebbero fine.
Alla campagna d'Italia presero parte anche alcuni reparti della Repubblica Sociale Italiana che combatterono a fianco dei tedeschi e le formazioni del Corpo Italiano di Liberazione che invece combatterono insieme con gli eserciti alleati. Durante la dura occupazione tedesca, si sviluppò il movimento della Resistenza italiana che organizzò una crescente attività militare di guerriglia nell'Italia centro-settentrionale che intralciò l'apparato militare e repressivo nazi-fascista.

## Antefatti
A partire dall'autunno del 1942 l'andamento della seconda guerra mondiale nel teatro del Mediterraneo aveva subito una svolta irreversibile a favore delle potenze alleate. Mentre i britannici del generale Bernard Law Montgomery concludevano vittoriosamente il 4 novembre 1942 la dura seconda battaglia di El Alamein e costringevano le residue forze italo-tedesche del feldmaresciallo Erwin Rommel a una estenuante ritirata lungo l'intera costa libica, un imponente corpo di spedizione anglo-americano al comando del generale Eisenhower effettuò con pieno successo a partire dall'8 novembre 1942 l'operazione Torch, cioè lo sbarco in Marocco e Algeria.
Nei mesi seguenti le operazioni in Nordafrica proseguirono con aspri scontri dall'esito alterno; nonostante il gravoso impegno della Wehrmacht sul fronte orientale, dove era in corso la lunga battaglia di Stalingrado conclusasi con una disastrosa sconfitta, Adolf Hitler decise di inviare contingenti di rinforzo in Tunisia per guadagnare tempo e sostenere militarmente l'alleato Benito Mussolini, la cui posizione politica in Italia si stava indebolendo a causa delle continue disfatte.
Nonostante l'accanita e abile resistenza, le forze dell'Asse in Nordafrica, in netta inferiorità di uomini e mezzi rispetto agli eserciti alleati, vennero infine sconfitte e si arresero nel maggio 1943; la campagna di Tunisia si concluse quindi con un grande successo strategico degli Alleati che presero possesso dell'intera costa nordafricana, potendo così dominare le rotte marittime mediterranee e attaccare direttamente tutte le coste italiane, le cui difese erano ormai completamente inadeguate a fronteggiare, nonostante lo sbandierato ottimismo di Mussolini, la potente coalizione avversaria.

## Piani operativi

### Alleati
Mentre era ancora in corso la campagna di Tunisia, la dirigenza politico-militare anglo-americana aveva già incominciato la pianificazione per il proseguimento delle operazioni nel teatro del Mediterraneo. Nella conferenza di Casablanca, tra il 14 e il 24 gennaio 1943, il presidente statunitense Franklin Delano Roosevelt e il primo ministro britannico Winston Churchill si incontrarono insieme con i capi degli stati maggiori alleati; dopo lunghe e complesse discussioni, venne deciso, nonostante lo scetticismo e la delusione dei generali statunitensi, desiderosi di arrestare le operazioni nel settore meridionale e di accelerare l'invasione dell'Europa nord-occidentale, di porre a buon frutto la prevista vittoria in Nordafrica attuando uno sbarco in Sicilia.

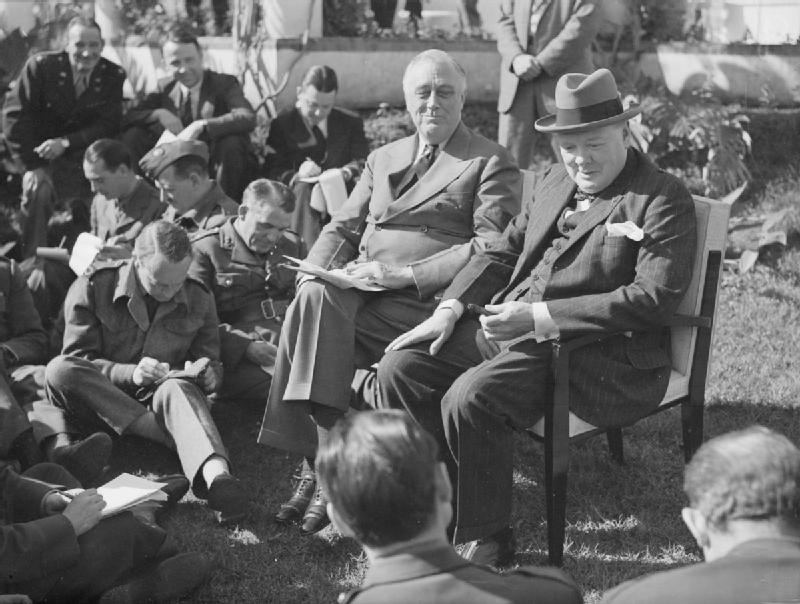
Il presidente Franklin Delano Roosevelt e il primo ministro Winston Churchill durante la conferenza di Casablanca

I generali britannici riuscirono a convincere i capi americani, evidenziando come uno sbarco in Sicilia avrebbe potuto portare a un crollo del Regno d'Italia, con la conseguenza che la Germania sarebbe stata costretta a intervenire in forze nel teatro sud-europeo disperdendo le sue divisioni nella penisola italiana, nelle isole e nei Balcani, alleggerendo così la pressione esercitata sul fronte russo. Con la conquista della Sicilia inoltre l'intero Mar Mediterraneo sarebbe diventato aperto alla navigazione alleata, migliorando la situazione logistica delle forze anglo-americane; infine si previde di estendere le operazioni fino a comprendere l'Italia meridionale dove, nell'area di Foggia, si sarebbero potute organizzare grandi basi aeree da dove colpire con bombardieri strategici la Germania meridionale e l'Austria.
Il 12 febbraio 1943 venne costituito ad Algeri, sotto la guida del generale Charles Gairdner, l'HQ Force 141, il quartier generale incaricato della pianificazione dettagliata del progetto d'invasione della Sicilia; in precedenza si era già deciso di rinunciare agli audaci piani di attacco della Sardegna, ritenuta troppo lontana dalle basi aeree alleate, e di attacco immediato della Sicilia ancor prima della fine dei combattimenti in Nordafrica. L'iniziale orientamento del quartier generale prevedeva una molteplicità di sbarchi da effettuarsi nei primi tre giorni dell'operazione, che consentissero la cattura dei due porti di Siracusa e Palermo. L'ammiraglio Andrew Cunningham concordò con tale scelta dato che, più le forze attaccanti fossero state frazionate, più gli attacchi aerei italo-tedeschi sarebbero stati dispersivi e inefficaci; inoltre, gli Alleati avevano a disposizione alcune unità di paracadutisti, di cui venne ipotizzato l'impiego in Calabria per ostacolare il prevedibile afflusso di rinforzi tedeschi attraverso lo stretto di Messina.
Mentre in un primo tempo, il 13 marzo 1943, i capi militari anglo-americani approvarono l'ambizioso piano, esso fu rimesso in discussione due giorni dopo quando il generale britannico Bernard Montgomery inviò una lettera al generale Gairdner criticando fortemente il progetto originario di sbarco in Sicilia, e suggerendo il concentramento delle zone di sbarco e il rafforzamento del corpo di spedizione. Il 18 marzo si tenne dunque una conferenza a seguito della quale, il 5 e il 6 aprile 1943, le varianti proposte dal generale Montgomery vennero approvate dal comandante in capo alleato nel Mediterraneo Dwight Eisenhower e dal vice-comandante in capo Harold Alexander. In realtà ben presto le discussioni ripresero all'interno della dirigenza politico-militare alleata: il generale Eisenhower manifestò timori per le possibili reazioni delle forze tedesche presenti in Sicilia, suscitando il disappunto di Churchill; alla fine di aprile il generale Montgomery tornò a criticare il piano operativo e il 2 maggio, in una riunione ad Algeri, propose una nuova variante secondo la quale le forze anglo-americane avrebbero effettuato sbarchi molto concentrati nella parte sud-orientale della Sicilia: in questo modo, lo stesso Montgomery avrebbe assunto un ruolo preponderante nell'operazione, relegando le truppe americane a compiti di appoggio. Alexander condivise le valutazioni di Montgomery e Eisenhower approvò questo nuovo piano nonostante le opposizioni di alcuni alti ufficiali alleati.
Mentre procedeva l'organizzazione delle forze assegnate allo sbarco in Sicilia, i capi anglo-americani si incontrarono a Washington nella cosiddetta "conferenza Trident" che ebbe inizio il 12 maggio 1943 e continuò in maniera molto accesa e contrastata fino al 24 maggio alla presenza del presidente Roosevelt e del primo ministro Churchill. Si dovevano concordare gli ulteriori programmi bellici nel teatro europeo: gli americani, guidati dal capo di stato maggiore generale George Marshall, richiesero nuovamente di sferrare il grande attacco decisivo attraverso la Manica e arrestare tutte le operazioni nel Mediterraneo dopo la conquista della Sicilia; i militari britannici sostenuti da Churchill riproposero invece i loro piani per prolungare le operazioni nell'Europa meridionale, provocare "l'eliminazione dell'Italia" e costringere la Germania a frammentare ulteriormente le proprie forze. Alla fine fu raggiunto un compromesso: venne deciso di effettuare l'attacco in Francia entro il maggio 1944 e di trasferire in Gran Bretagna una parte delle divisioni anglo-americane schierate nel Mediterraneo per prendere parte alla futura operazione Overlord; tuttavia il generale Eisenhower era autorizzato a sfruttare il previsto successo in Sicilia con nuove operazioni per favorire "l'uscita dell'Italia dalla guerra". I capi britannici affermarono che una campagna in Italia sarebbe stata agevole, che sarebbero state sufficienti nove divisioni e che i tedeschi non sarebbero stati in grado di opporre una resistenza efficace.

### Asse

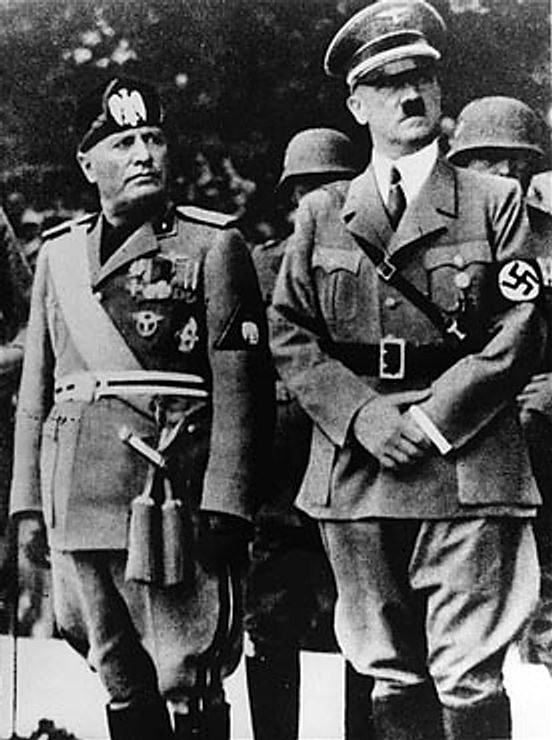
Benito Mussolini e Adolf Hitler

La catastrofe finale in Tunisia, preceduta durante l'inverno dalla perdita della Libia e dal tragico disastro dell'ARMIR in Russia, provocò un grave indebolimento del regime fascista in Italia e della posizione dello stesso Benito Mussolini. Il generale Vittorio Ambrosio, il nuovo capo di stato maggiore generale in sostituzione del maresciallo Ugo Cavallero, era pessimista sulla possibilità di continuare la guerra; dopo le pesanti perdite di uomini e mezzi degli ultimi mesi, le forze armate italiane erano in una situazione critica: dieci divisioni erano in fase di riorganizzazione, trentasei erano impiegate all'estero in compiti di occupazione e in Italia erano disponibili solo tredici divisioni pronte all'azione; le forze navali e aeree erano deboli. Mussolini non appariva del tutto consapevole di queste carenze e del cedimento morale tra le autorità dirigenti: l'11 marzo 1943 aveva deriso gli "individui di nervi deboli" che, dopo la disfatta in Russia, avevano pensato "che il "baffone" (Stalin) sarebbe arrivato a Longatico", e manteneva un'apparente fiducia in Hitler e nella potenza militare tedesca. I due si incontrarono a Salisburgo nell'aprile 1943; in un primo tempo Mussolini avanzò la proposta di ricercare un compromesso con Stalin e di trasferire la massa delle forze della Wehrmacht nel Mediterraneo, ma alla fine concordò con i piani di Hitler che, respingendo le proposte del Duce, si mostrò ottimista e sicuro di poter vincere entro il 1943 la guerra sul fronte orientale sferrando una terza offensiva estiva.

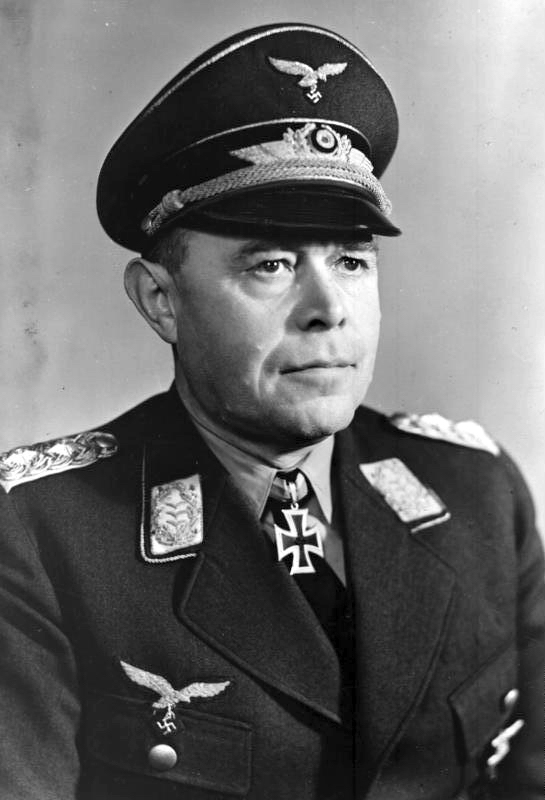
Il feldmaresciallo Albert Kesselring

I segni evidenti di cedimento del suo principale alleato indussero peraltro Hitler, informato da numerose fonti della scarsa solidità politica del governo fascista, a incominciare una precisa pianificazione in vista di un cedimento dell'Italia di fronte all'attacco alleato o di un rovesciamento di Mussolini. Ancor prima della fine dei combattimenti in Nordafrica erano presenti in Sardegna e Sicilia contingenti di tre divisioni mobili tedesche di cui era originariamente previsto l'invio in Tunisia; alla metà di maggio Hitler decise di rafforzare le sue forze nella penisola inviando altre due divisioni meccanizzate che furono messe a disposizione del comando Oberbefehlshaber Süd guidato dall'abile feldmaresciallo Albert Kesselring. Il 21 maggio l'alto comando tedesco diramò le direttive preparate per fronteggiare in tutti i teatri di operazione le conseguenze di una possibile defezione italiana: furono quindi approntate l'operazione Alarico (occupazione della penisola), l'operazione Konstantin (neutralizzazione delle forze italiane nei Balcani), l'operazione Siegfried (occupazione delle aree della Francia meridionale), l'operazione Nürnberg (salvaguardia della frontiera franco-spagnola) e l'operazione Kopenhagen (controllo dei valichi sulla frontiera franco-italiana). Contemporaneamente la Wehrmacht proseguì il rischieramento delle sue riserve mobili: Hitler era preoccupato per un possibile attacco ai Balcani e, forse sviato dal piano di depistaggio alleato "Mincemeat", decise di inviare nel Peloponneso una divisione corazzata. Il 17 giugno finalmente Mussolini presentò, dopo contrasti tra i dirigenti politico-militari italiani, precise richieste di rinforzi tedeschi per fronteggiare le armate alleate a cui Hitler rispose con il trasferimento, entro il 9 luglio, di altre tre divisioni meccanizzate che vennero schierate nell'Italia centro-meridionale; alla vigilia dello sbarco alleato, otto esperte divisioni tedesche si trovavano nella penisola o nelle due isole maggiori italiane.
Nel frattempo la situazione del regime fascista si stava deteriorando ulteriormente: irrealistici progetti diplomatici per un distacco concordato dell'Italia dall'Asse o per la costituzione di una coalizione di potenze minori europee "neutralizzate" vennero esclusi da Mussolini; si svilupparono confusi progetti politico-militari all'interno delle strutture dirigenti delle forze armate e degli apparati amministrativi dello stato e il re Vittorio Emanuele III incominciò le prime mosse per un'eventuale destituzione di Mussolini. All'interno dello stesso Partito Fascista alcuni gerarchi cominciarono a cospirare contro il Duce. Mussolini non sembrò cogliere il pericolo: cercò di galvanizzare i militanti fascisti con nuove bellicose parole d'ordine e ancora il 24 giugno 1943, con un ottimismo di facciata, parlò di "congelare" l'attaccante che avesse tentato di sbarcare in Italia "sulla linea del bagnasciuga".

## Il campo di battaglia
La geomorfologia italiana imponeva alcune limitazioni alle operazioni degli Alleati: mentre i bombardieri avevano un'autonomia sufficiente a colpire qualunque obiettivo nella penisola, solo i caccia imbarcati su portaerei potevano raggiungere l'Italia continentale, ma erano in numero limitato e comunque la minaccia subacquea dell'Asse non permetteva operazioni navali a lungo raggio. L'invasione della Sicilia era dunque una tappa obbligata perché permetteva di restare nel raggio d'azione degli aerei tattici con base in Tunisia, motivo che spinse il comando alleato a preferire quest'ultima alla Sardegna. Gli Alleati avevano obiettivi limitati in Italia e adottarono durante tutta la campagna una strategia prudente, oltretutto non sfruttando completamente la loro supremazia aeronavale.
Hitler non attribuiva un valore strategico decisivo all'Italia meridionale ed era convinto della necessità di tenere il minimo delle forze nella penisola per non scoprire gli altri fronti; perciò non concesse al maresciallo Kesselring i rinforzi richiesti. I tedeschi decisero di rinunciare a difendere l'intera penisola e di concentrare le loro forze nelle aree in cui la conformazione geografica era più favorevole alla realizzazione di solide posizioni difensive, ossia dove la penisola si restringeva offrendo massicci ostacoli orografici e la presenza di vari corsi d'acqua poteva costituire un ostacolo rilevante, in particolare durante la stagione invernale.

## Le forze in campo
Le forze in campo furono costantemente sbilanciate a favore degli Alleati, tanto più in quanto l'esercito italiano dopo la resa si dissolse e si riformò successivamente in buona parte in campo alleato, con l'eccezione delle unità che verranno schierate dall'Esercito Nazionale Repubblicano. Nonostante la superiorità numerica e materiale l'efficienza delle forze alleate diminuì nella seconda metà del 1944 a causa del ritiro di molti reparti scelti anglo-americani, destinati a essere impegnati in Francia, che furono sostituiti da unità meno esperte.
L'impiego di numerose e potenti forze aeree diede agli Alleati una netta superiorità nei cieli; i tedeschi, impegnati soprattutto a difendere il Reich, schierarono solo un numero limitato di aerei in Italia. Gli Alleati usarono costantemente le forze aeree tattiche a supporto delle forze terrestri e le uniche operazioni aeree di una certa consistenza furono i bombardamenti delle città del nord Italia e dei centri industriali italiani impegnati nella produzione bellica per la Germania. Da parte dell'Asse le operazioni furono quasi esclusivamente difensive, eccettuati gli attacchi alle forze navali alleate impegnate negli sbarchi principali.

## La campagna d'Italia
(Affermazione di Mussolini alla direzione del Partito Nazionale Fascista il 24 giugno 1943, riportata dalla stampa il 5 luglio 1943)

### Lo sbarco in Sicilia
L'operazione Husky, il nome in codice alleato per designare l'invasione della Sicilia, ebbe inizio il 9 luglio 1943, preceduta nel mese di giugno dall'occupazione delle isole di Lampedusa, Linosa, Lampione e Pantelleria, la quale cadde il 12 giugno, dopo avere subito intensi bombardamenti da parte della Royal Air Force, e venne occupata da reparti di una divisione britannica senza incontrare resistenza.
La forza di invasione alleata guidata dal generale Eisenhower era composta dall'8ª Armata britannica del generale Bernard Law Montgomery e dalla 7ª Armata statunitense del generale George Smith Patton, dipendenti gerarchicamente dal 15º Gruppo d'armate del generale Harold Alexander che aveva la responsabilità effettiva delle operazioni sul campo. Le due armate disponevano di una forza iniziale di 181 000 uomini con 600 carri armati e 1 800 cannoni; il corpo di spedizione era costituito da sette divisioni di fanteria, due divisioni corazzate e due divisioni aviotrasportate; l'appoggio dal mare era garantito da 2 275 navi da carico, 1 800 mezzi da sbarco e 280 navi da guerra. Le forze aeree alleate, comandate dall'Air Chief Marshall Arthur Tedder, disponevano di oltre 5 000 velivoli e godevano di una schiacciante superiorità nei confronti dei 520 aerei dell'Asse. L'armata del generale Patton, forte di quattro divisioni, prese terra nelle zone prospicienti Licata, Gela e Scoglitti, mentre quella del generale Montgomery, forte di quattro divisioni e una brigata, sbarcò a est, tra Capo Passero e Siracusa. Nel corso della breve campagna gli Alleati fecero intervenire altri reparti e alla fine dell'operazione disponevano in Sicilia di circa 467 000 soldati.
Le forze dell'Asse presenti sull'isola al momento dello sbarco erano rappresentate dalla 6ª Armata italiana, comandata dal generale Alfredo Guzzoni e forte di nove divisioni: le divisioni "Aosta", "Assietta" (di stanza tra Palermo e Trapani), "Livorno" (di stanza a Caltagirone) e "Napoli" (di stanza fra Siracusa e Augusta) e cinque divisioni costiere per un totale di circa 200 000 uomini; l'armata era integrata da due divisioni tedesche formate in parte con reparti destinati originariamente alla campagna di Tunisia e ancora in fase di organizzazione, la Fallschirm-Panzer-Division 1 "Hermann Göring" del generale Paul Conrath e la 15. Panzergrenadier-Division comandata dal generale Eberhard Rodt, per un totale di circa 30 000 soldati che salirono a circa 60 000 nel corso della campagna. Il generale Fridolin von Senger und Etterlin, il rappresentante tedesco all'interno del comando del generale Guzzoni situato a Enna, faceva riferimento direttamente al comandante supremo tedesco del teatro meridionale (Oberbefehlshaber Süd), il feldmaresciallo Albert Kesselring.
Lo sbarco alleato del 10 luglio 1943, preceduto da alcuni difficoltosi lanci di paracadutisti nelle retrovie e appoggiato dal potente supporto aereo e navale, ebbe successo nonostante la resistenza delle deboli divisioni costiere italiane. L'11 luglio il generale Guzzoni cercò di contrattaccare la testa di ponte statunitense di Gela con le divisioni "Livorno" e "Hermann Göring"; il tentativo, sebbene alcuni panzer fossero arrivati a poche centinaia di metri dalle spiagge, fu frustrato dalle artiglierie, dall'intervento di forze corazzate e dal supporto navale statunitensi. I britannici incontrarono minore resistenza e fin dall'11 luglio l'8ª Armata occupò senza difficoltà Siracusa e Augusta, un'importante base navale che si arrese senza combattere. Il 14 luglio gli Alleati congiunsero le loro teste di ponte e conquistarono Ragusa e Comiso.

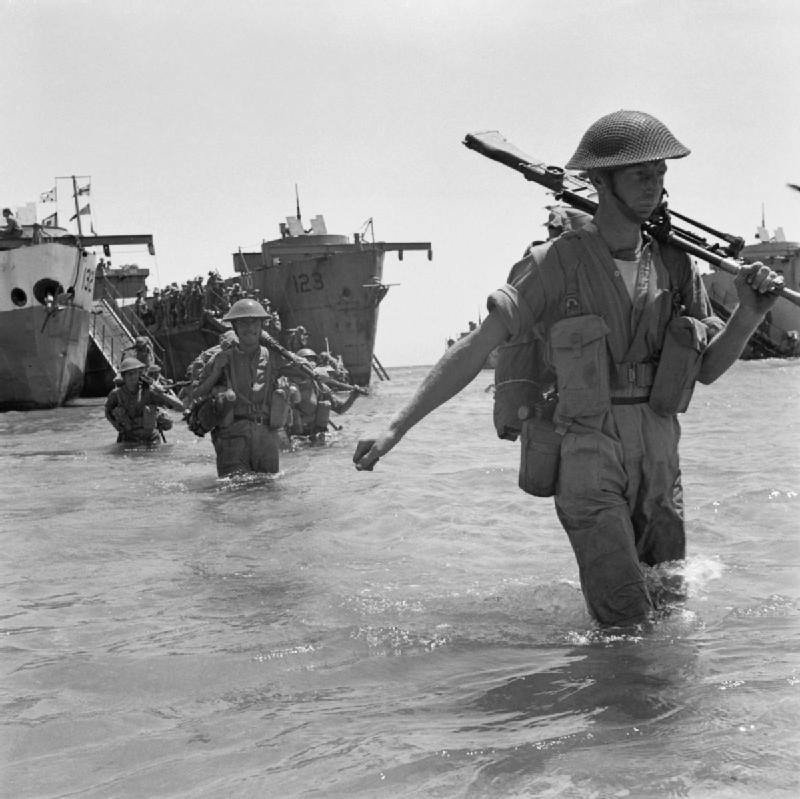
Truppe britanniche sbarcano in Sicilia il 10 luglio 1943

Nonostante i successi alleati e i segni di collasso delle truppe italiane, il feldmaresciallo Kesselring riuscì a trasferire in Sicilia la veterana 29. Panzergrenadier-Division e l'eccellente 1ª Divisione paracadutisti del generale Richard Heidrich, trasferita d'urgenza dalla Francia meridionale; l'energico ed esperto generale Hans-Valentin Hube, reduce dalla battaglia di Stalingrado, assunse il comando di tutte le forze tedesche raggruppate nel XIV Panzerkorps e in pratica diresse le operazioni delle forze dell'Asse nell'isola, riuscendo a costituire un solido fronte difensivo a sud di Catania che arrestò l'avanzata dei britannici di Montgomery.

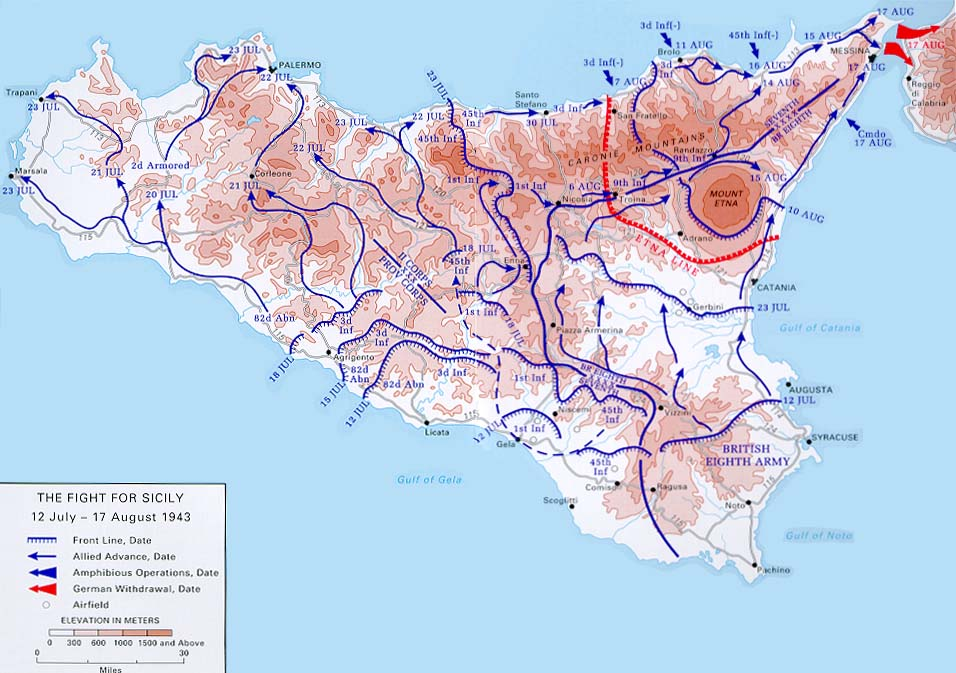
Movimenti delle forze alleate in Sicilia dal 12 luglio al 17 agosto 1943

Mentre l'8ª Armata britannica fronteggiava un'aspra resistenza nella zona dell'Etna, il generale Patton riuscì invece a uscire dalla testa di ponte e ad avanzare con le sue unità corazzate direttamente verso Palermo; le deboli difese italiane furono facilmente superate e gli statunitensi presero la città il 22 luglio. La 7ª Armata girò subito verso est con l'obiettivo di arrivare a Messina e tagliare le linee di comunicazione delle truppe dell'Asse in Sicilia; tuttavia il feldmaresciallo Kesselring e il generale Hube furono in grado di costituire una nuova linea difensiva a protezione di Messina e gli statunitensi, nonostante l'arrivo in Sicilia di altre divisioni, furono fermati dal 23 luglio a San Fratello e a Troina dove si svolsero aspri combattimenti. Gli sviluppi politici generali, con la caduta di Mussolini e la disgregazione delle unità italiane, e la chiara superiorità numerica e materiale alleata, spinsero Hitler e l'alto comando tedesco a organizzare un'evacuazione metodica delle divisioni dell'Asse attraverso lo stretto di Messina (operazione Lehrgang); entro il 17 agosto il generale Hube riuscì a completare con successo la ritirata di gran parte dei suoi soldati e degli equipaggiamenti: furono evacuati circa 40 000 soldati tedeschi con 9 789 veicoli, cinquantuno carri armati e 163 cannoni e 62 000 soldati italiani con 227 veicoli e quarantuno cannoni.
Al termine della campagna la 7ª Armata contò 2 811 morti, 6 471 feriti e 686 dispersi; l'8ª Armata accusò 2 721 morti, 7 939 feriti e 2 183 dispersi. Le forze dell'Asse riportarono circa 29 000 vittime: gli italiani subirono circa 4 700 morti, i tedeschi 4 300; i feriti assommarono a circa 20 000 uomini e i prigionieri erano oltre 140 000, dei quali solo 5 500 erano soldati tedeschi.

### La caduta del governo Mussolini e l'armistizio
Le disastrose notizie provenienti dalla Sicilia provocarono sviluppi decisivi per le due potenze dell'Asse. Hitler, preoccupato dai segni di crollo dell'esercito italiano, si recò il 19 luglio 1943 in Italia e incontrò Mussolini presso Belluno (anche se la storiografia lo ricorda come l'incontro di Feltre): il Duce apparve depresso e abulico e, nonostante le esortazioni dei suoi generali e consiglieri, non riuscì a influire sulle decisioni del Führer; Hitler confermò di voler combattere a oltranza su tutti i fronti, esortò a rafforzare la coesione interna con provvedimenti draconiani, promise l'invio di divisioni tedesche e prospettò la vittoria grazie ad "armi segrete" in approntamento. Il fallimento dei colloqui detti di Feltre accelerò le decisioni del Re e dei generali ormai decisi a destituire Mussolini mentre i gerarchi, guidati da Dino Grandi, durante la drammatica riunione notturna del 25 luglio contestarono apertamente l'operato del Duce e favorirono la disgregazione del regime.

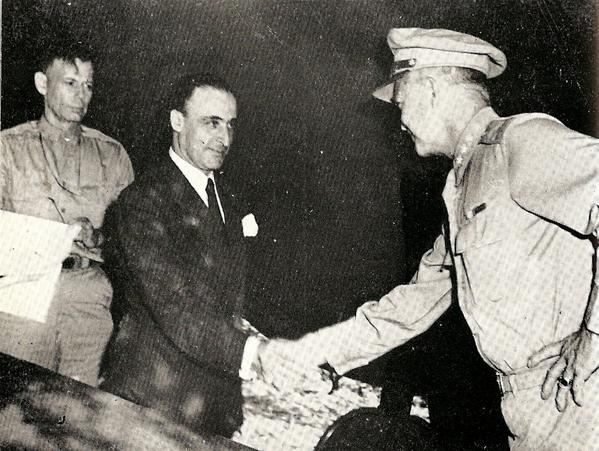
L'armistizio di Cassibile: da sinistra i generali Walter Bedell Smith, Giuseppe Castellano e Dwight Eisenhower

Il pomeriggio del 25 luglio 1943 Mussolini fu fatto arrestare dal re Vittorio Emanuele dopo un breve colloquio e trasferito successivamente in una serie di rifugi segreti; in poche ore il regime fascista si disgregò, i gerarchi fedeli al Duce fuggirono e il maresciallo Pietro Badoglio venne nominato capo del nuovo governo, che ufficialmente confermò la fedeltà all'alleanza con la Germania e la decisione di continuare a combattere contro gli Alleati. In realtà il Re, Badoglio e i principali dirigenti del nuovo governo ritenevano inevitabile uscire dalla guerra; dopo alcune indecisioni, il 12 agosto 1943 emissari italiani si incontrarono a Lisbona con il capo di stato maggiore di Eisenhower, generale Walter Bedell Smith, dal quale appresero che i capi alleati prevedevano la resa incondizionata dell'Italia. Hitler, informato dell'inattesa destituzione di Mussolini, comprese subito che essa avrebbe messo in pericolo l'alleanza dell'Asse, non diede alcuna fiducia alla nuova dirigenza e predispose rapidamente nuovi piani per affrontare militarmente l'attesa defezione dell'Italia. Dopo aver ipotizzato un immediato intervento a Roma, Hitler decise di guadagnare tempo in attesa degli eventi e nel frattempo di rafforzare in modo sostanziale la presenza tedesca nella penisola. Secondo le direttive del nuovo piano Achse, mentre il feldmaresciallo Kesselring preparava l'evacuazione della Sicilia e la difesa dell'Italia meridionale, il feldmaresciallo Rommel prese il comando di un nuovo Gruppo d'armate B che trasferì il suo quartier generale a Bologna il 14 agosto; in poche settimane entrarono in Italia settentrionale altre otto divisioni tedesche tra cui due divisioni corazzate, mentre una divisione di paracadutisti atterrò a Pratica di Mare, a sud di Roma.
Informati dei contatti segreti avviati a Lisbona con gli emissari del nuovo governo italiano, i dirigenti anglo-americani procedettero a una nuova analisi della loro pianificazione operativa: Eisenhower propose di prolungare le operazioni dopo la conquista della Sicilia, sfruttando la promessa collaborazione italiana per occupare il territorio compreso tra gli importanti aeroporti di Foggia e il grande porto di Napoli; il generale Marshall e gli altri capi statunitensi concordarono con questo piano, convinti che l'obiettivo delle operazioni nella penisola dovesse essere strettamente limitato all'occupazione di basi aeree e a tenere impegnate lontane dai fronti principali il maggior numero possibile di truppe tedesche. Il 14 agosto 1943 il presidente Roosevelt e il primo ministro Churchill si incontrarono a Québec e presero le decisioni definitive: fu confermata la data del 1º maggio 1944 per l'operazione Overlord e venne ordinato al generale Eisenhower di occupare Sardegna e Corsica; il 17 agosto venne approvata l'invasione della penisola italiana attraverso uno sbarco principale a Salerno, previsto per il 9 settembre 1943.

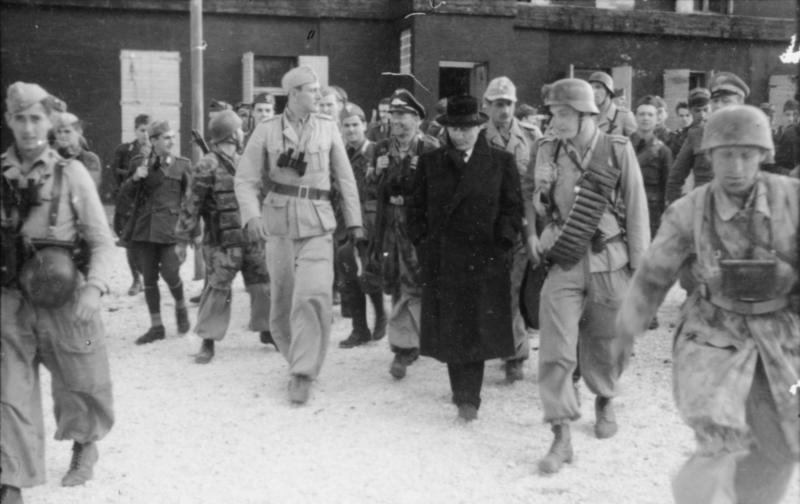
Benito Mussolini dopo la sua liberazione da parte dei paracadutisti tedeschi

Le discussioni tra gli inviati italiani e i rappresentanti alleati prima a Lisbona e poi in Sicilia si protrassero con difficoltà per alcuni giorni: temendo una violenta reazione tedesca, il maresciallo Badoglio chiese un massiccio intervento anglo-americano contemporaneamente all'annuncio dell'armistizio, e si studiarono piani per impiegare una divisione di paracadutisti americana nell'area di Roma. Il 3 settembre 1943 il generale Giuseppe Castellano firmò l'armistizio di Cassibile ma sorsero nuovi problemi esecutivi: Badoglio chiese un rinvio dell'annuncio, mentre il generale Maxwell Taylor, giunto in segreto a Roma, consigliò di rinunciare, a causa dell'evidente disorganizzazione italiana, all'intervento dei paracadutisti. La sera dell'8 settembre 1943 Eisenhower diede comunicazione ufficiale della resa italiana e Badoglio, dopo una drammatica riunione alla presenza del Re, fu costretto a sua volta a diffondere per radio la notizia.
La reazione di Hitler e dei comandi tedeschi, nonostante la sorpresa per l'improvviso annuncio dell'armistizio, fu rapida ed efficace: il piano Achse venne immediatamente attivato e le truppe della Wehrmacht presero il sopravvento in tutti i teatri bellici dove erano presenti unità italiane, sfruttando soprattutto la disorganizzazione e la confusione presenti tra le truppe e gli alti comandi del Regio Esercito che, privi di direttive precise e tempestive, in gran parte si disgregarono. In Italia settentrionale il feldmaresciallo Rommel occupò le città più importanti e catturò la massa delle divisioni italiane che opposero scarsa resistenza; a Roma dopo alcuni duri combattimenti e confuse trattative il feldmaresciallo Kesselring prese possesso della città; nei Balcani i tedeschi occuparono tutto il territorio e schiacciarono brutalmente i tentativi di resistenza locali, con oltre 600 000 soldati italiani deportati in Germania. Badoglio, il Re e i loro collaboratori preferirono abbandonare subito Roma e, dopo aver raggiunto Pescara, si trasferirono a Brindisi dove ricostituirono una struttura di governo nel territorio sfuggito all'occupazione tedesca, il cosiddetto Regno del Sud; il 13 ottobre 1943 il governo Badoglio dichiarò guerra alla Germania ottenendo dagli Alleati lo status di "cobelligerante". Nel frattempo, il 12 settembre 1943, un reparto di paracadutisti tedeschi aveva liberato Mussolini dalla prigione nel Gran Sasso; fortemente sollecitato da Hitler e pur provato e depresso, il Duce decise di prendere la direzione di uno nuovo stato fascista, la Repubblica Sociale Italiana (RSI), che venne costituita il 23 settembre nell'Italia centro-settentrionale per collaborare con l'occupante tedesco.

### Gli sbarchi alleati nel sud Italia

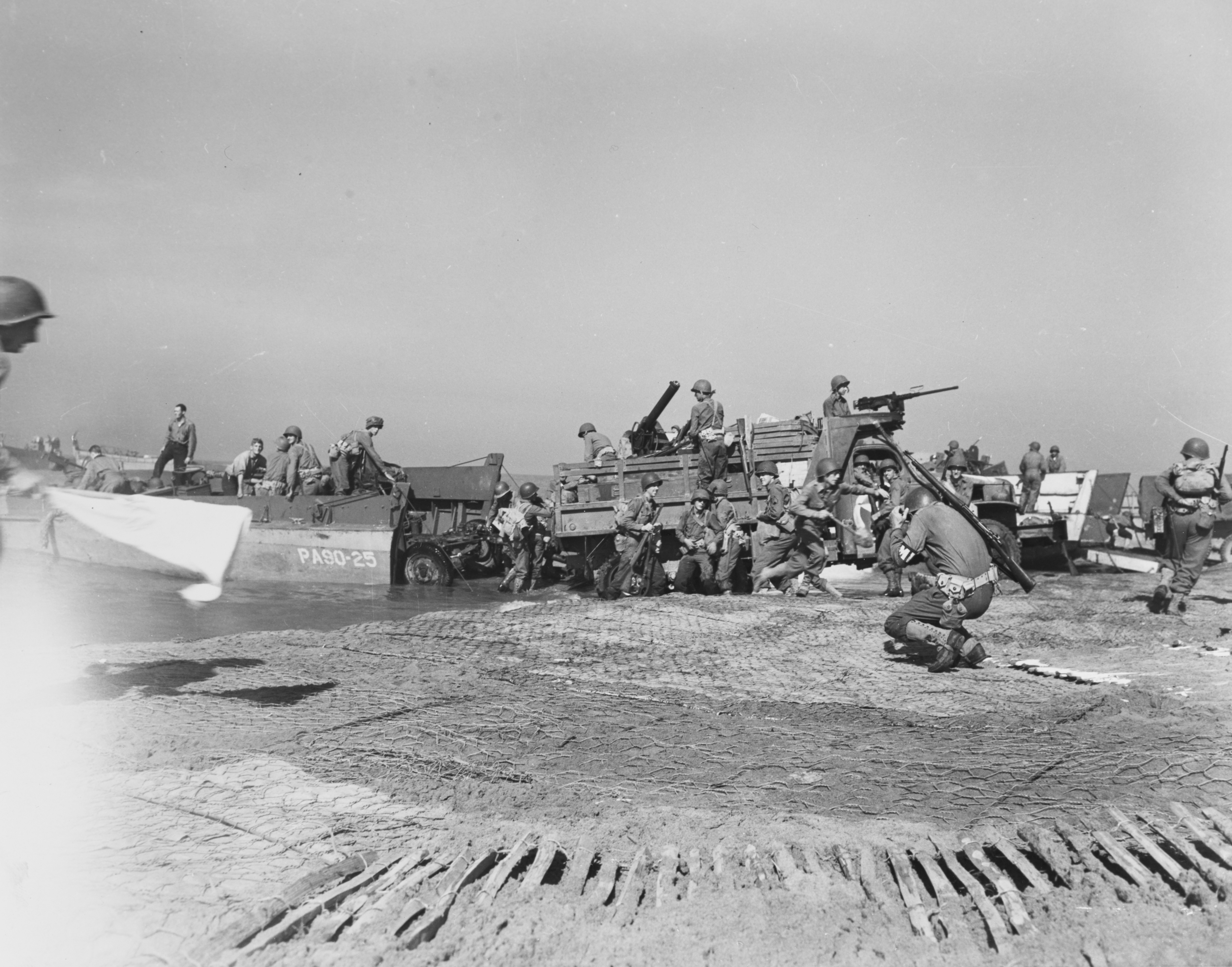
Truppe alleate sbarcano a Salerno

Il 3 settembre 1943 l'8ª Armata incominciò l'invasione dell'Italia continentale con i primi sbarchi in Calabria (operazione Baytown), dalla quale i reparti tedeschi si erano ritirati senza avvisare gli italiani e sabotando le infrastrutture. Secondo la pianificazione alleata, l'uscita dalla guerra dell'Italia sarebbe dovuta avvenire contemporaneamente allo sbarco principale nella penisola, previsto nel settore di Salerno secondo il progetto Avalanche. Il 9 settembre 1943 infatti le principali forze anglo-americane, che a bordo delle navi avevano festeggiato la presunta fine delle operazioni militari nel teatro italiano a seguito dell'armistizio di Cassibile, sbarcarono a Salerno mentre truppe britanniche mettevano in atto un'azione secondaria occupando Taranto (operazione Slapstick).

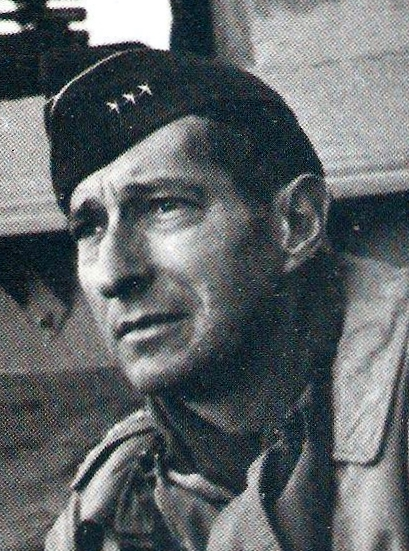
Il generale Mark Clark, comandante della 5ª Armata statunitense

La 1ª Divisione aviotrasportata britannica, sotto la copertura delle forze navali del viceammiraglio Arthur Power, sbarcò direttamente nel porto di Taranto; i reparti paracadutisti tedeschi presenti nel settore preferirono ripiegare e non opposero resistenza allo sbarco, ma per mancanza di mezzi di trasporto i paracadutisti britannici non poterono avanzare subito verso Foggia e il vicino e ambìto aeroporto di Amendola, a quel tempo il più grande aeroporto militare d'Europa. L'11 settembre le truppe britanniche raggiunsero Brindisi, dove si erano rifugiati Vittorio Emanuele e il maresciallo Badoglio. Il 22 settembre i paracadutisti britannici raggiunsero via terra Bari, mentre un'altra divisione sbarcava nel porto; la città era già stata sgomberata dai tedeschi sin dall'8 settembre. Foggia e l'aeroporto di Amendola furono infine occupati il 27 settembre.
L'azione principale alleata in Italia aveva avuto inizio alle 03:30 del 9 settembre quando la 5ª Armata statunitense guidata dal tenente generale Mark Clark sbarcò su una sezione di costa larga 40 chilometri, fra Minori e Paestum: il VI Corpo d'armata americano del generale Ernest Dawley prese terra a sud, nei pressi di Paestum, il X Corpo d'armata britannico del generale Richard McCreery sbarcò a nord, nella zona di Salerno e Minori. Ciascuno dei corpi comprendeva due divisioni per complessivi 200 000 uomini circa. All'inizio le operazioni procedettero favorevolmente e l'11 settembre sbarcò anche la 45ª Divisione americana allargando la linea d'invasione a 70 chilometri, fra Amalfi e Agropoli.
In realtà i tedeschi avevano mantenuto il possesso delle posizioni dominanti sulle colline, e il feldmaresciallo Kesselring e il generale Heinrich von Vietinghoff poterono controllare la situazione facendo affluire numerose divisioni mobili da sud e da nord. Dopo alcuni attacchi iniziali che misero in difficoltà le punte avanzate alleate, la controffensiva tedesca ebbe inizio il 12 settembre con l'intervento, in rinforzo alla 16. Panzer-Division già presente sul posto, di due divisioni Panzergrenadier e due ulteriori Panzer-Division. I tedeschi sfruttarono il varco centrale lungo il corso del fiume Sele nella testa di ponte e ottennero alcuni importanti successi che fecero temere una catastrofe per gli Alleati. Le truppe tedesche, molto più esperte e combattive, cacciarono i britannici da Battipaglia e gli americani da Persano; alcuni reparti alleati furono distrutti e la Luftwaffe attaccò le navi alleate al largo infliggendo sensibili perdite; le forze della Wehrmacht furono sul punto di ottenere una vittoria risolutiva.

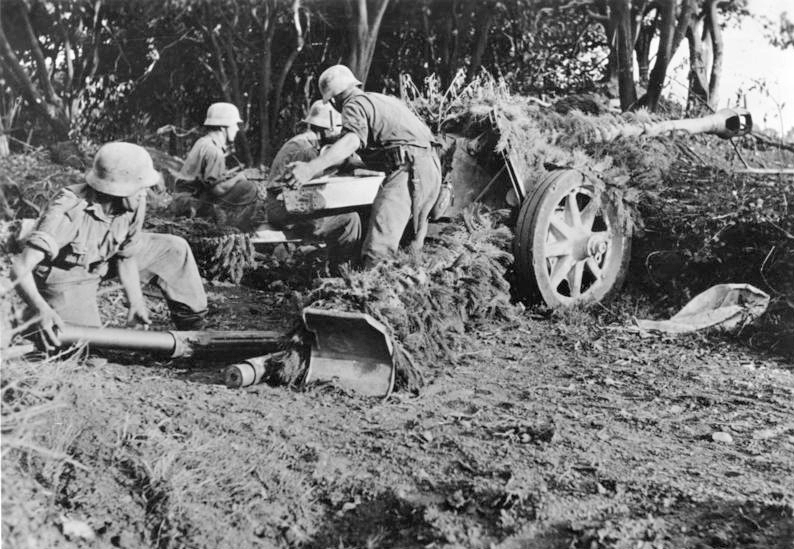
Cannone anticarro tedesco in azione durante la battaglia di Salerno

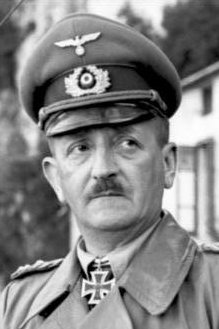
Il generale Heinrich von Vietinghoff, comandante della 10ª Armata tedesca

Gli anglo-americani dovettero ripiegare e il generale Clark, pur coordinando direttamente dalle spiagge la difesa e cercando energicamente di resistere, prese in considerazione la possibilità di un'evacuazione della testa di ponte di Salerno. La situazione critica venne risolta dall'arrivo di rinforzi dal mare e dall'aria costituiti da reparti di paracadutisti americani e da una divisione corazzata britannica; anche il massiccio bombardamento aereo-navale del 14 e 15 settembre sulle posizioni tedesche ebbe un ruolo fondamentale, oltre al fatto che in questa fase il feldmaresciallo Rommel rifiutò, in accordo con le disposizioni di Hitler, di inviare in aiuto a sud le due divisioni corazzate di cui egli aveva il comando in Italia settentrionale. Kesselring rinunciò a ulteriori attacchi alla testa di ponte di Salerno ritenendo ormai impossibile ricacciare in mare gli Alleati e il 16 settembre dette ordine di ripiegare verso la linea del fiume Volturno. Le truppe della Wehrmacht persero a Salerno 3 500 uomini ma avevano catturato 5 000 prigionieri e inflitto perdite molto più elevate agli anglo-americani; il generale von Vietinghoff affermò che "ancora una volta i soldati tedeschi hanno dato prova della loro superiorità sul nemico".
In Calabria la manovra diversiva dell'8ª Armata britannica non raggiunse grandi risultati: i tedeschi si ritirarono ordinatamente e riuscirono a concentrare le loro forze nella zona di Salerno; i britannici avanzarono lentamente per 300 chilometri verso nord senza trovare resistenza. Il 16 settembre infine elementi della 5ª e dell'8ª Armata si ricongiunsero presso Vallo della Lucania, mentre nel frattempo in Puglia i paracadutisti britannici occuparono l'Aeroporto di Gioia del Colle. I tedeschi arretrarono metodicamente con abili manovre delle loro retroguardie, abbandonando Foggia il 27 settembre dopo aver effettuato molte demolizioni. Il 29 settembre il generale Montgomery entrò in città con il grosso della sua armata. Il 1º ottobre elementi del Popski's Private Army completarono la liberazione degli aeroporti della zona di Foggia, ritenuti essenziali dall'alto comando alleato per poter raggiungere con i bombardamenti aerei le regioni meridionali della Germania e l'Europa sud-orientale.
Nel frattempo i reparti tedeschi presenti in Sardegna, al comando del generale Fridolin von Senger und Etterlin, ricevettero l'ordine di evacuare l'isola e ripiegare in Corsica. Le truppe della Wehrmacht effettuarono con successo la ritirata, conclusa il 18 settembre nonostante il contrasto dei reparti italiani; infine i tedeschi completarono il 4 ottobre anche l'evacuazione della Corsica dove erano sbarcati reparti francesi, ripiegando su Piombino.

### La liberazione di Napoli e l'avanzata verso nord

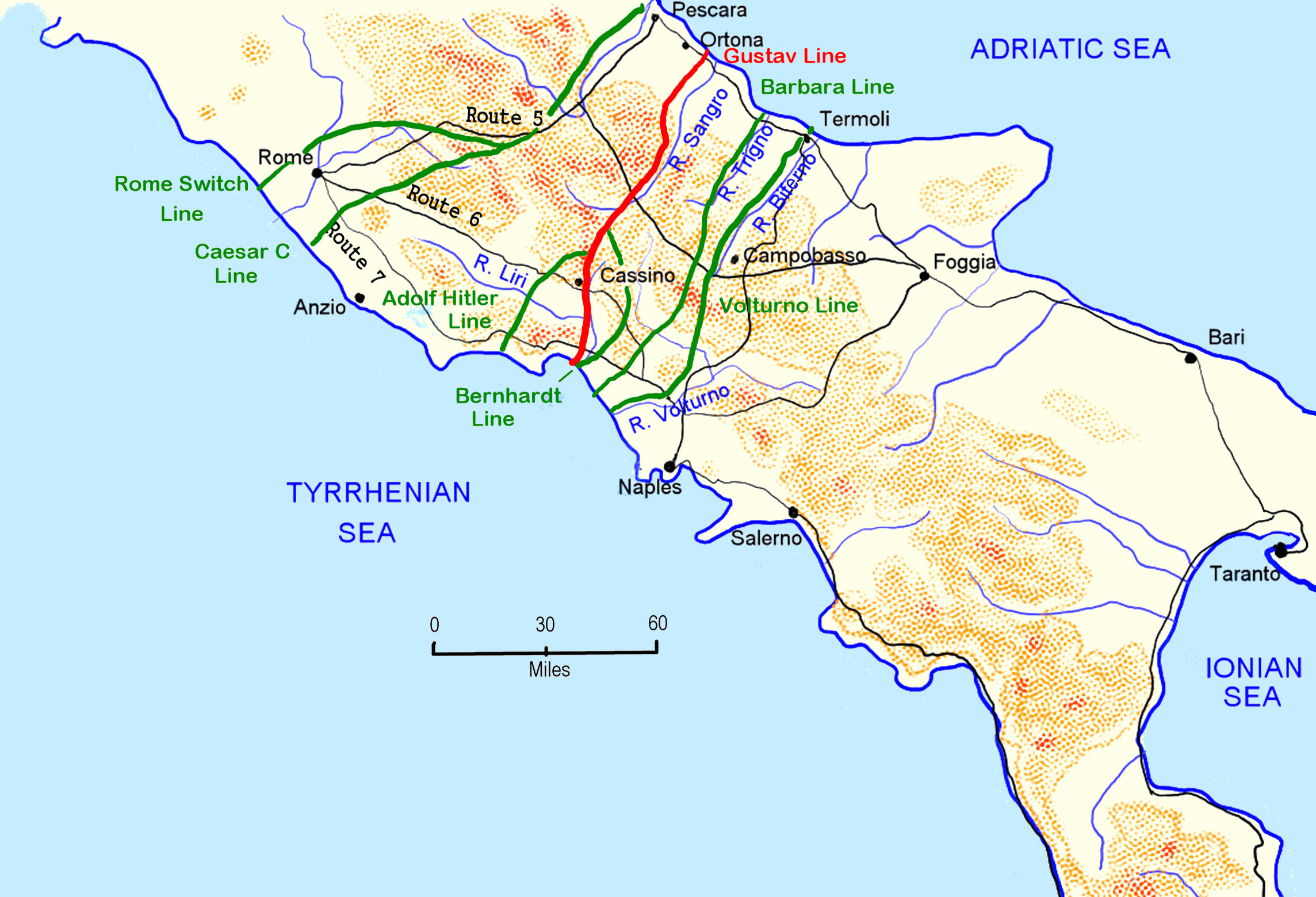
Le linee difensive tedesche in Italia centro-meridionale

Riorganizzate le truppe dopo i duri scontri nella pianura salernitana e sostituito il generale Dawley, considerato il responsabile delle difficoltà iniziali a Salerno, con il generale John Lucas al comando del VI Corpo d'armata, il generale Clark ordinò di riprendere l'avanzata verso nord. Clark aveva stabilito che le truppe britanniche al comando del generale McCreery, dopo aver occupato Napoli, avrebbero raggiunto il fiume Volturno attestandosi sulla sua riva sinistra fino a Capua, da dove si sarebbero ricongiunte agli statunitensi che si sarebbero posizionati alla loro destra fino a Benevento.
Ma l'avanzata si rivelò più lenta del previsto anche a causa delle innumerevoli distruzioni stradali, fatto che consentì ai tedeschi di minare ulteriormente, e in maniera massiccia, sia le arterie stradali che portavano a Napoli, sia numerose strutture della città stessa, nonché di compiere rastrellamenti che provocarono la resistenza di civili e soldati italiani sbandati durante le cosiddette "Quattro giornate di Napoli". Il 29 settembre il feldmaresciallo Kesselring fu informato dal comando della 10ª Armata tedesca che «Napoli è in piena rivolta» e il 1º ottobre, con l'entrata dei primi reparti blindati britannici in città, i tedeschi completarono l'evacuazione delle loro truppe. Dopo la liberazione di Napoli gli Alleati speravano di poter rapidamente raggiungere e occupare Roma, un prestigioso obiettivo, fortemente ambito sia da Clark sia da Montgomery il quale, dopo la delusione per la sua esclusione dal teatro salernitano, intravedeva l'opportunità per l'8ª Armata di entrare per prima nella capitale. Il generale britannico riteneva di essere in posizione più favorevole rispetto al suo rivale: risalendo la costa adriatica e avendo alle spalle il sicuro porto di Bari per i rifornimenti, era convinto di poter raggiungere rapidamente Pescara e proseguire verso ovest in direzione della conca di Avezzano, il cui possesso avrebbe aperto le porte di Roma e reso possibile una grande manovra di accerchiamento delle forze tedesche.

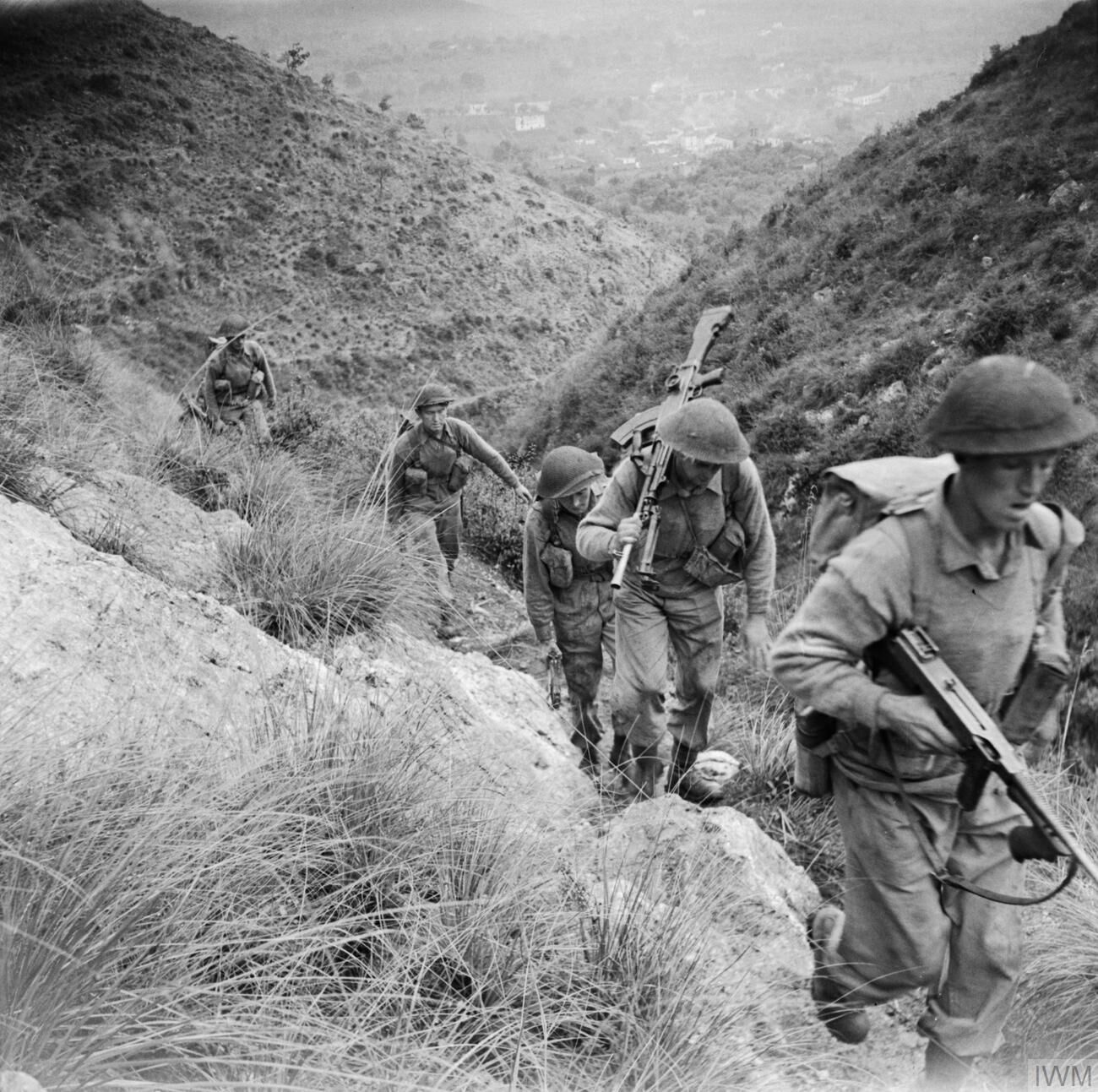
Truppe britanniche in marcia nell'ottobre 1943

Sul fronte adriatico nella notte fra il 2 e 3 ottobre 1943 gruppi di commando britannici giunti via mare presso Termoli ne occuparono sia il porto sia l'abitato, in attesa che l'8ª Armata, varcato il fiume Biferno, li raggiungesse; tuttavia furono contrattaccati dai tedeschi della 16. Panzer-Division che li misero in difficoltà. Dopo due giorni di combattimenti finalmente arrivò il grosso dell'8ª Armata, ritardata dalla distruzione dei ponti sul Biferno, e i tedeschi si ritirarono sulle posizioni difensive del fiume Trigno. Sul fronte tirrenico il generale Clark raggiunse il Volturno, dove ricevette rapporti sui lavori di consolidamento delle posizioni tedesche lungo la cosiddetta linea "invernale" o "del Volturno"; il generale decise di anticipare l'offensiva fissando il superamento del Volturno per la notte del 12 ottobre con tre divisioni statunitensi. Le divisioni riuscirono a superare il fiume in vari punti fra Capua e Caiazzo, mentre una divisione del X Corpo britannico del generale McCreery si trovò in difficoltà nel settore costiero; in ogni caso il generale Clark riprese gli attacchi e dopo sette giorni di combattimenti i tedeschi decisero di ritirarsi ordinatamente verso la successiva linea difensiva.
Dopo il riuscito sfondamento della linea del Volturno, le armate anglo-americane si trovarono in crescente difficoltà a causa dell'impervio territorio appenninico e del peggioramento delle condizioni climatiche che rese quasi impraticabile il terreno. Anche le retroguardie tedesche, mantenendo il controllo delle alture dominanti, contribuirono a ritardare l'avanzata alleata agendo dagli avamposti della linea principale di resistenza, la cosiddetta Linea Gustav. In questa fase sorsero di nuovo forti contrasti tra Rommel, che riteneva opportuno rinunciare a difendere Roma e costituire invece la principale linea di resistenza sugli Appennini tosco-emiliani a sud della Pianura Padana, e Kesselring che invece, più ottimista, era sicuro di poter organizzare a sud della capitale una solida difesa, capace di fermare l'avanzata alleata. Hitler rimase a lungo indeciso e sembrò inizialmente concordare con il parere di Rommel, ma infine preferì dare fiducia al feldmaresciallo Kesselring che perciò, dal 21 novembre 1943, assunse il comando supremo di tutte le forze tedesche in Italia, raggruppate nel nuovo Gruppo d'armate C con l'ordine di resistere a oltranza a sud di Roma, mentre Rommel fu richiamato in Germania.
A fine ottobre il generale Henri Giraud arrivò a Napoli per predisporre con Clark il previsto spiegamento in Italia di un corpo di spedizione francese; il 4 novembre, di fronte alle difficoltà dell'avanzata a causa del maltempo e della limitatezza delle risorse disponibili, incominciarono le prime discussioni su una eventuale nuova operazione anfibia. A metà novembre la 5ª Armata aveva ormai raggiunto le postazioni montuose di fronte alla Linea Gustav, mentre sul lato adriatico il 2 e 3 novembre le truppe di Montgomery, superato il Trigno, avevano dovuto arrestarsi davanti alle postazioni difensive tedesche lungo il fiume Sangro (battaglia del Sangro), il torrente Moro e l'abitato di Ortona.

### L'assalto alla linea Gustav

#### Sfondamento della linea invernale tedesca

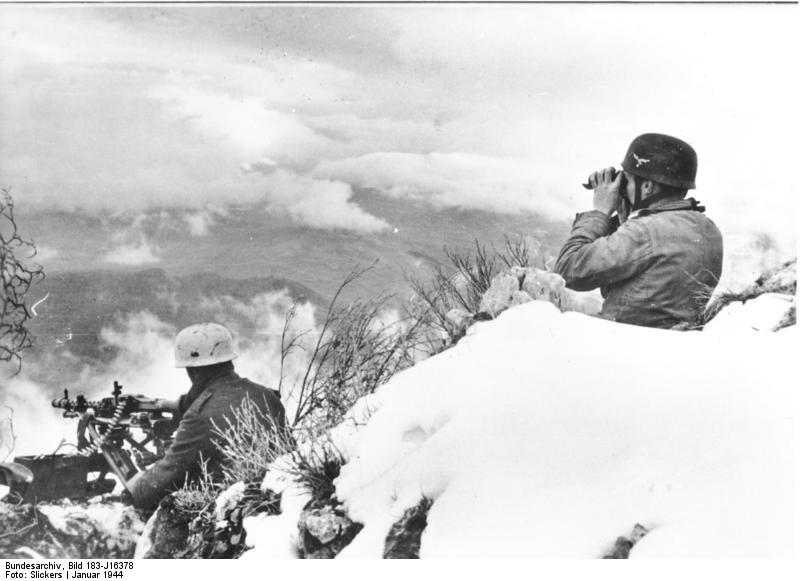
Paracadutisti tedeschi in posizione con una mitragliatrice MG 34 sul fronte italiano

Il feldmaresciallo Kesselring aveva assicurato Hitler di essere in grado di fermare l'avanzata alleata e di poter difendere l'Italia centro-settentrionale a sud di Roma: egli aveva organizzato una serie di successive posizioni di resistenza dove intendeva frenare progressivamente la spinta alleata sfruttando i vantaggi del terreno e del clima. Il settore tirrenico del fronte tedesco era stato assegnato al generale von Senger und Etterlin comandante del 14º Panzerkorps, che disponeva di tre divisioni di fanteria e di una divisione Panzergrenadier per difendere la linea Bernhardt.
L'alto comando alleato del Mediterraneo guidato dal generale Eisenhower aveva stabilito l'8 novembre 1943 il nuovo piano di offensiva generale, denominato in codice operazione Raincoat, per sfondare la linea d'inverno tedesca. In questa fase alcune delle migliori formazioni alleate furono ritirate dal teatro mediterraneo per essere trasferite in Gran Bretagna in preparazione dell'operazione Overlord, definitivamente confermata dopo la conferenza di Teheran: quattro divisioni americane (tra cui una di paracadutisti) e tre divisioni britanniche lasciarono quindi l'Italia, ma in compenso il generale Alexander ricevette, oltre al corpo di spedizione francese posto al comando del generale Alphonse Juin, un'unità scelta di truppe canadesi e statunitensi comandata dal colonnello Robert Frederick, due combattive divisioni polacche guidate dal generale Władysław Anders e un'unità italiana del nuovo Esercito cobelligerante, il I Raggruppamento Motorizzato al comando del generale di brigata Vincenzo Dapino. Il corpo di spedizione francese, in particolare, avrebbe dimostrato notevoli capacità di combattimento in spazi montani ma sarebbe divenuto noto alla popolazione italiana, soprattutto femminile, per gli innumerevoli atti di violenza che prenderanno il nome di "Marocchinate".

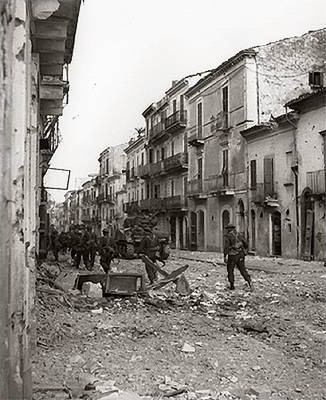
Truppe canadesi durante la battaglia di Ortona

Il piano del generale Alexander per sfondare il fronte tedesco prevedeva di sferrare un primo attacco nel settore adriatico in direzione di Pescara e Avezzano; subito dopo il generale Clark avrebbe attaccato attraverso il valico di Mignano fino a Cassino e quindi Frosinone, sperando di raggiungere le due città entro Natale. Il generale Clark, nonostante le difficoltà del terreno, era ottimista e deciso a raggiungere Roma e assicurò Alexander che avrebbe sfondato la linea d'inverno e sbaragliato i tedeschi. L'offensiva alleata ebbe inizio il 28 novembre 1943 nel settore adriatico: inizialmente il generale Montgomery, attaccando con cinque divisioni tra cui una divisione canadese e una divisione neozelandese, riuscì ad attraversare il fiume Sangro e ritenne che "la strada per Roma è aperta"; in realtà nei giorni seguenti i tedeschi rallentarono l'avanzata, intralciata anche dalle forti piogge, e i britannici furono infine costretti a fermarsi contro i capisaldi di Orsogna e Ortona. I canadesi attaccarono Ortona ma dovettero affrontare la dura resistenza di reparti scelti di paracadutisti tedeschi: la battaglia di Ortona, la "Stalingrado d'Italia", terminò il 27 dicembre 1943 con la ritirata tedesca, ma i canadesi subirono perdite altissime e dovettero fermarsi. Nella battaglia di Orsogna furono invece i neozelandesi a essere bloccati e anche le altre divisioni dell'8ª Armata si trovarono in difficoltà. I piani del generale Montgomery erano falliti: il comandante britannico dovette arrestare l'offensiva e rinunciare all'avanzata su Pescara. L'attacco nel settore adriatico fu intralciato anche dal riuscito attacco della Luftwaffe sul porto di Bari del 2 dicembre 1943, che inflisse gravi danni alle installazioni e provocò un disastro chimico a causa della fuoriuscita di iprite segretamente trasportata da una delle navi alleate attraccate nel porto.
Il generale Clark aveva incominciato la sua offensiva il 3 dicembre contro la serie di difficili posizioni di montagna presidiate dai tedeschi del generale von Senger. Una divisione britannica del X Corpo riuscì con un attacco notturno a conquistare il monte Camino che in novembre aveva resistito a tutti gli assalti, mentre l'attacco principale da parte della 34ª Divisione texana venne invece diretto contro la cittadina di San Pietro Infine e le colline circostanti che davano accesso alla valle del fiume Liri: i reparti speciali del generale Frederick ottennero qualche successo ma il 7 dicembre gli italiani del Primo Raggruppamento Motorizzato vennero sconfitti a Monte Lungo dai Panzergrenadier tedeschi. L'8 dicembre ebbe inizio l'attacco principale americano: dopo dieci giorni di sanguinosi combattimenti in montagna i tedeschi dovettero evacuare Monte Lungo e San Pietro Infine che cadde il 17 dicembre 1943, ma gli Alleati avevano subito pesanti perdite e anche il generale Clark dovette sospendere l'offensiva senza essere riuscito ad aprire la strada per Roma; il feldmaresciallo Kesselring consolidò quindi le sue posizioni sulla Linea Gustav imperniata su Cassino e il corso dei fiumi Rapido e Garigliano.
Alla fine dell'anno 1943 i massimi capi alleati compresero definitivamente che era al momento impossibile ottenere un successo decisivo in Italia; il teatro mediterraneo passò quindi in secondo piano se paragonato alla grande operazione Overlord in fase di preparazione in Gran Bretagna. Il generale Eisenhower, designato comandante in capo del corpo di spedizione previsto per lo sbarco in Francia, cedette il comando del teatro mediterraneo al generale Henry Maitland Wilson e ritornò a Londra; il 31 dicembre 1943 anche Montgomery lasciò l'Italia e rientrò in patria, dopo aver passato il comando dell'8ª Armata al generale Oliver Leese.

#### Prima battaglia di Cassino e sbarco di Anzio
(Winston Churchill commentando il deludente sviluppo delle operazioni nella testa di ponte di Anzio)

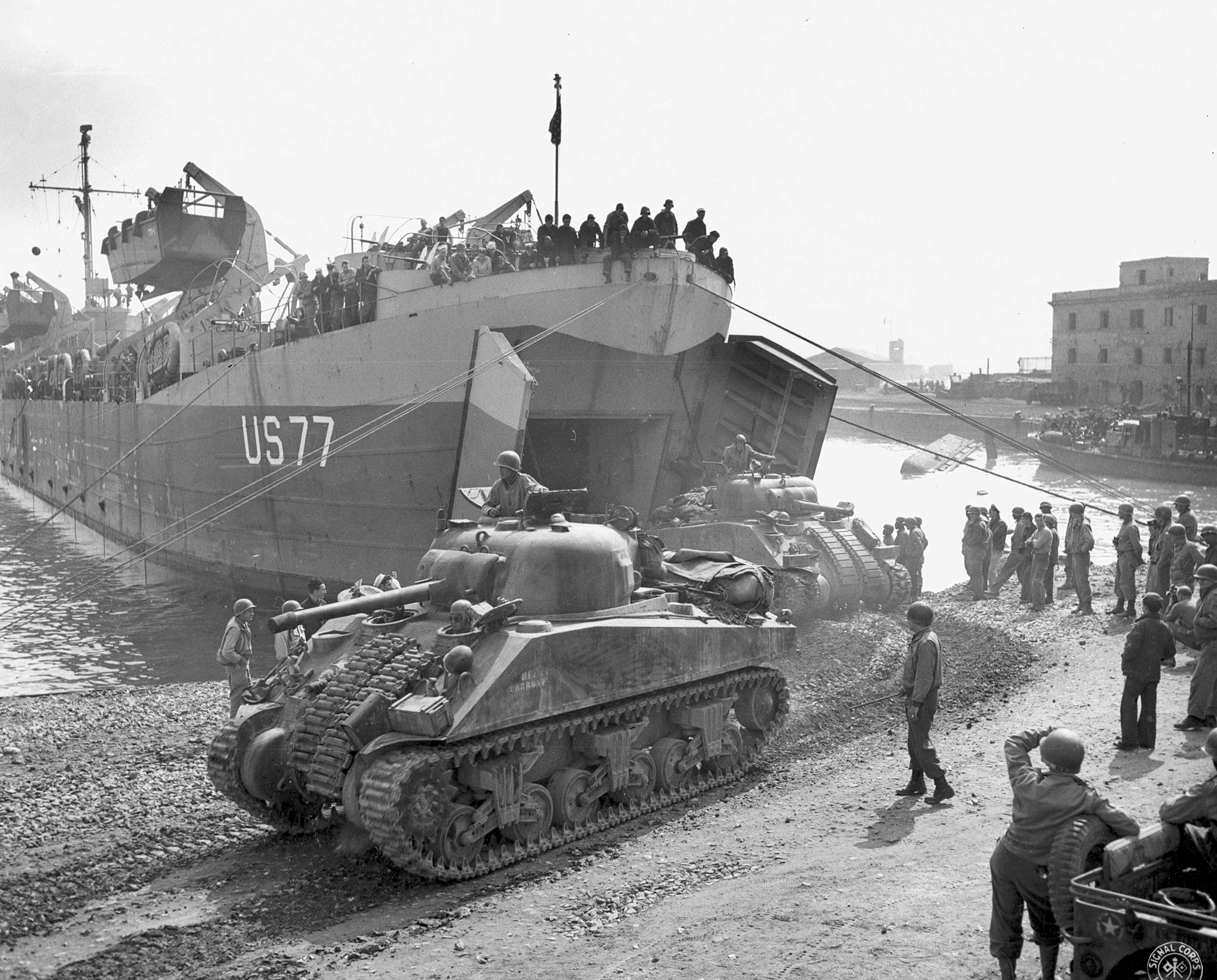
Carri armati americani M4 Sherman sbarcano ad Anzio

Winston Churchill, nonostante avesse approvato la pianificazione generale alleata e avesse sostenuto l'esecuzione a maggio 1944 dell'operazione Overlord, continuava a ipotizzare una grandiosa strategia alternativa, mediterranea e balcanica, per affrettare la disfatta della Germania e prevenire la temuta irruzione dell'Armata Rossa nel cuore dell'Europa. Egli riuscì quindi a far approvare dal Comitato degli stati maggiori combinati anglo-americano una nuova operazione di sbarco in Italia che avrebbe dovuto permettere di superare la situazione di stallo lungo la Linea Gustav, distruggendo l'esercito tedesco del feldmaresciallo Kesselring e aprendo la strada per un'avanzata da Roma direttamente in direzione di Lubiana in Slovenia. L'operazione Shingle prevedeva da una parte la ripresa dell'attacco di Clark nel settore di Cassino per attirare le riserve tedesche e dall'altra lo sbarco nel settore di Anzio e Nettuno di un corpo di spedizione anglo-americano al comando del generale John Lucas, che avrebbe puntato rapidamente verso Roma, tagliando le linee di comunicazione delle forze tedesche di von Vietinghoff attestate sulla Linea Gustav.

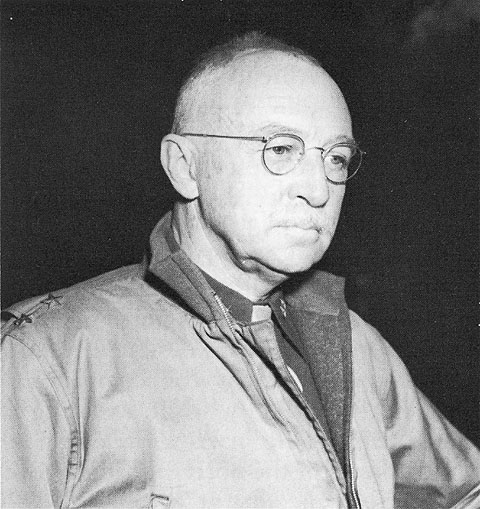
Il generale John Lucas, comandante delle forze alleate sbarcate ad Anzio

Il 16 gennaio 1944 Clark diede inizio a una serie di attacchi nel settore di Cassino; il piano dell'alto comando alleato prevedeva di attirare con questo nuovo attacco contro la Linea Gustav le riserve tedesche e quindi favorire la riuscita dello sbarco ad Anzio. La prima battaglia di Cassino tuttavia non raggiunse risultati decisivi e le truppe alleate subirono pesanti perdite: il II corpo d'armata statunitense del generale Geoffrey Keyes sferrò un difficile attacco attraverso il fiume Rapido sperando di occupare il paese di Sant'Angelo in Theodice e di incunearsi nella valle del Liri, ma la 36ª Divisione texana che effettuò il passaggio del fiume la sera del 20 gennaio 1944 fu sanguinosamente respinta dalle truppe tedesche della 15. Panzergrenadier-Division appostate lungo la riva e fu quasi distrutta; i francesi del generale Juin raggiunsero alcune vette ma non poterono avanzare verso Atina, mentre i britannici di McCreery superarono il Garigliano ma non riuscirono a conquistare il Monte Maio. Nonostante i successi difensivi del 14º Panzerkorps del generale von Senger, Vietinghoff, comandante della 10ª Armata, si allarmò e chiese rinforzi, spingendo Kesselring a inviare sulla Linea Gustav la 29. e la 90. Panzergrenadier-Division indebolendo così le sue riserve.
Lo sbarco del VI Corpo d'armata ad Anzio e Nettuno il 22 gennaio 1944 si effettuò invece con facilità e praticamente senza opposizione; i tedeschi furono colti completamente di sorpresa e furono sbarcate senza difficoltà la 1ª Divisione fanteria britannica, la 3ª Divisione fanteria americana e tre battaglioni di Ranger. L'alto comando tedesco apprese solo dopo sei ore le prime notizie dello sbarco e si affrettò a mobilitare tutte le riserve per affrontare la minaccia, ma in teoria la strada per Roma rimase aperta per i primi tre giorni.

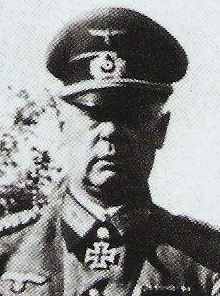
Il generale Eberhard von Mackensen, comandante della 14ª Armata tedesca

In realtà, nonostante gli ottimistici progetti di Churchill, la pianificazione dei generali alleati non prevedeva che le forze sbarcate ad Anzio marciassero subito verso Roma; Lucas era un comandante prudente, metodico e pessimista e in precedenza era stato sollecitato da Clark e anche da Patton a non correre rischi: egli intendeva soprattutto completare il regolare sbarco delle truppe e dei materiali e consolidare con calma la testa di ponte con l'afflusso dei reparti corazzati della seconda ondata, prima di avanzare. Kesselring, nonostante la sorpresa iniziale, reagì con grande rapidità e attivò subito il cosiddetto "caso Richard", la pianificazione già prevista in caso di sbarco sulla costa tirrenica: in pochi giorni affluirono nel settore della testa di ponte di Anzio il I Corpo d'armata paracadutisti con la divisione corazzata "Hermann Göring" e la 4ª Divisione paracadutisti, il 76º Panzerkorps con la 26. Panzer-Division, la 3. e la 29. Panzergrenadier-Division; inoltre l'alto comando tedesco inviò di rinforzo altre quattro divisioni di fanteria provenienti dal Nord Italia e dai Balcani. Dal 23 gennaio 1944 il generale Eberhard von Mackensen assunse il comando della 14ª Armata incaricata di organizzare queste divisioni e contrastare le forze alleate sbarcate a Anzio e Nettuno; le truppe tedesche giunsero sul posto rapidamente e già il 29 gennaio erano numericamente superiori alle forze di Lucas. Solo il 30 gennaio 1944 il generale Lucas incominciò operazioni offensive per uscire dalla testa di ponte ma entro il 2 febbraio tutti i tentativi di avanzata fallirono: due battaglioni di Ranger del colonnello William Darby furono sorpresi dal contrattacco tedesco e vennero distrutti a Cisterna, con molti prigionieri poi fatti sfilare dai tedeschi nel centro di Roma; anche gli attacchi della 3ª Divisione americana e della 1ª Divisione britannica furono duramente respinti e Lucas decise di sospendere l'offensiva, dopo aver perso 3 000 uomini e un terzo dei mezzi corazzati.

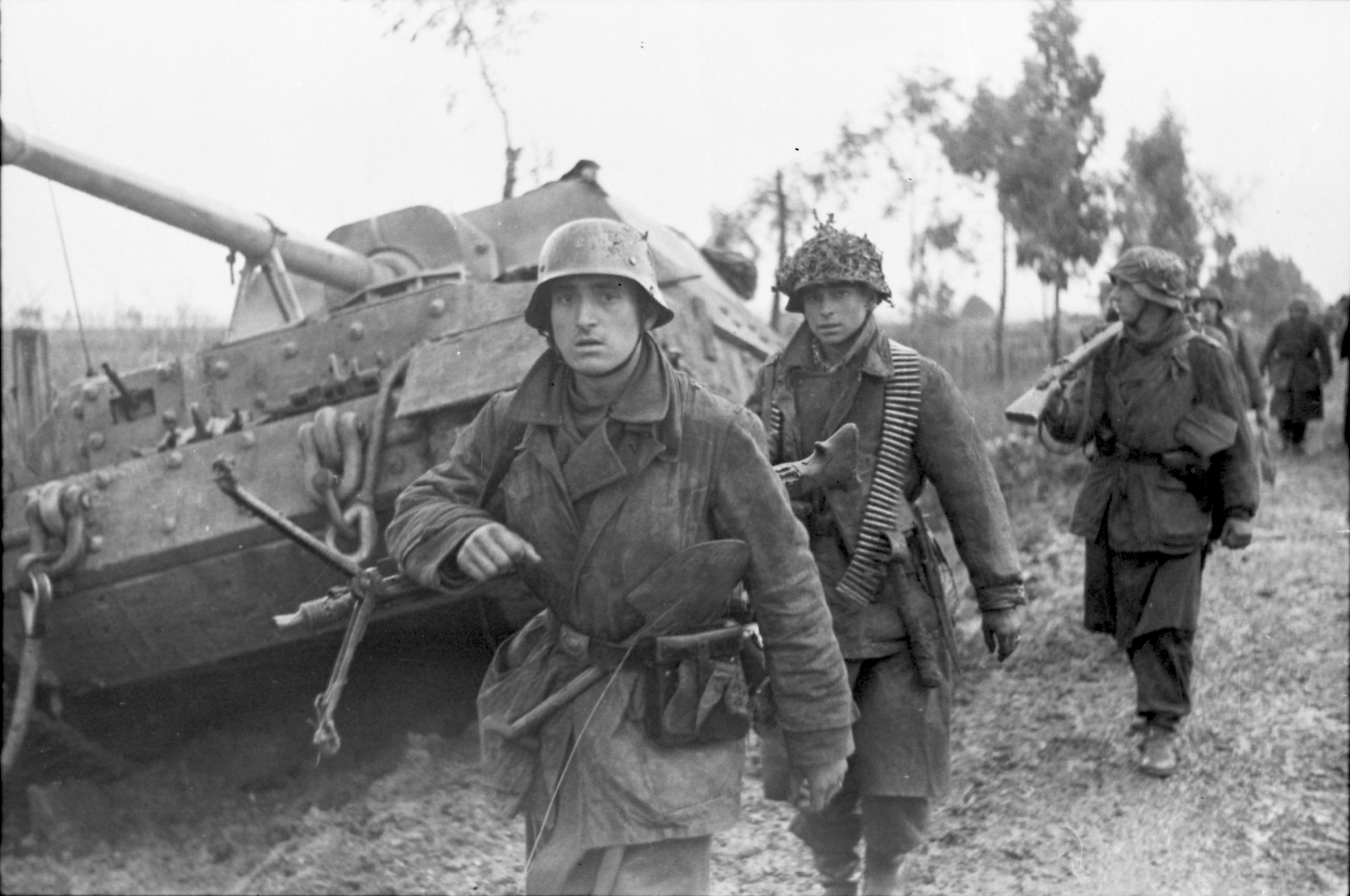
Truppe tedesche nel settore della testa di ponte di Anzio

Kesselring ritenne di poter controllare la situazione a Cassino, dove gli Alleati stavano subendo pesanti perdite, e contemporaneamente di poter contrattaccare in massa ad Anzio e respingere in mare le truppe alleate che erano ferme nell'angusta testa di ponte; anche Hitler era alla ricerca di una grande vittoria ad Anzio con la pianificazione di una massiccia controffensiva che infliggesse una netta sconfitta agli anglo-americani e dimostrasse l'intatta potenza della Wehrmacht. Il generale von Mackensen ricevette il 29 gennaio 1944 l'ordine di "annientare" la testa di ponte di Anzio sferrando un violento attacco con l'aiuto dei notevoli rinforzi di uomini e mezzi che gli erano stati assegnati. Per la prevista controffensiva Kesselring raggruppò trentatré battaglioni di fanteria, 250 carri armati e potenti reparti di artiglieria, tra cui un cannone ferroviario da 280 mm (il cosiddetto "Anzio Annie"). L'operazione Fischfang incominciò il 3 febbraio 1944 con un attacco limitato nel settore di Aprilia; dopo violenti combattimenti e dure perdite da entrambe le parti, i tedeschi riuscirono a riconquistare Aprilia il 9 febbraio e i britannici dovettero ripiegare.

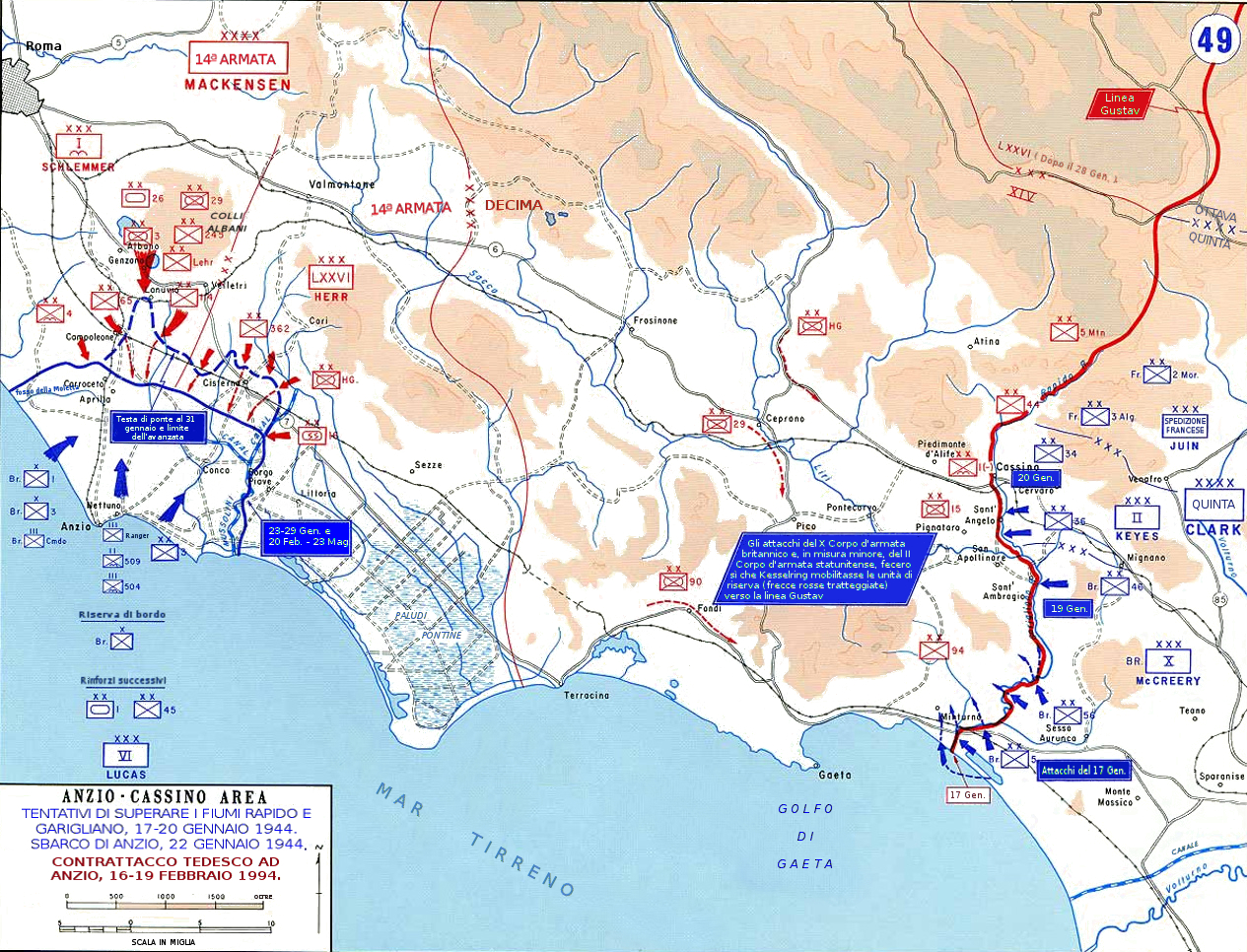
I settori della testa di ponte di Anzio e del fronte di Cassino

Dopo la serie di insuccessi l'alto comando alleato era fortemente preoccupato per la situazione sempre più difficile della testa di ponte di Anzio; furono inviati rinforzi, Clark si recò ad Anzio e venne presa in considerazione la possibilità di destituire il generale Lucas e sostituirlo con Patton. L'attacco principale tedesco venne sferrato il 16 febbraio 1944: von Mackensen concentrò in un settore ristretto una divisione corazzata, due divisioni Panzergrenadier e due divisioni di fanteria per avanzare lungo la strada Albano-Anzio direttamente fino al mare. L'offensiva della 14ª Armata mise inizialmente in grave difficoltà le truppe alleate; i soldati anglo-americani opposero forte resistenza ma alcune posizioni furono superate e, pur a costo di dure perdite, i tedeschi riuscirono il secondo giorno dell'attacco ad avanzare per alcuni chilometri al centro della testa di ponte fino a circa cinque chilometri dal mare. Nonostante questi successi i tedeschi non furono in grado di raggiungere una vittoria decisiva e alcuni reparti inesperti vennero respinti; inoltre Clark e il generale Truscott, nominato vice-comandante del settore di Anzio, fecero intervenire le riserve, mentre l'aviazione e l'artiglieria alleate colpirono duramente le truppe tedesche. Gli anglo-americani contrattaccarono il 19 febbraio e fermarono l'avanzata tedesca ma la battaglia continuò accanita fino al 22 febbraio 1944, quando Kesselring arrestò l'offensiva.
Gli Alleati avevano evitato una disfatta strategica ad Anzio ma le truppe nella testa di ponte erano molto indebolite avendo subito oltre 20 000 perdite dall'inizio dell'operazione Shingle; Clark decise di destituire Lucas sostituendolo con il generale Truscott. La battaglia ad Anzio si trasformò per molte settimane in una logorante guerra di posizione, in cui i reparti alleati si trovarono ammassati in uno spazio ristretto e sottoposti al tiro dell'artiglieria tedesca. Anche le truppe tedesche erano indebolite dopo la sanguinosa battaglia: Kesselring si recò sul posto e rilevò la stanchezza e il decadimento del morale dei suoi soldati e convinse Hitler a rinunciare a ulteriori attacchi; il Führer espresse rammarico per il fallimento dell'offensiva ma convenne con le valutazioni dei suoi generali sul posto.

#### Seconda e terza battaglia di Cassino

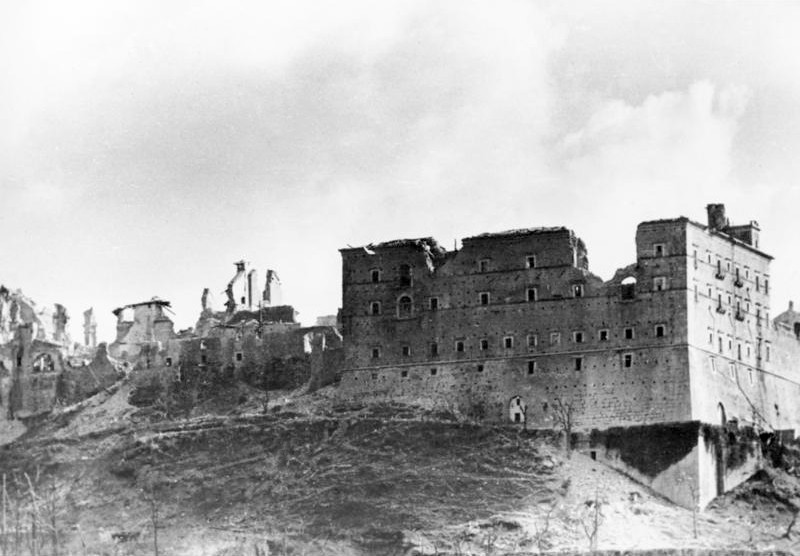
L'Abbazia di Montecassino devastata dal bombardamento alleato del 15 febbraio 1944

Mentre la situazione delle truppe alleate sbarcate ad Anzio diveniva sempre più difficile, Clark aveva ripreso gli attacchi nel settore di Cassino con il II Corpo d'armata del generale Keyes e con le unità francesi del generale Juin, ma senza raggiungere risultati decisivi. Gli statunitensi furono nuovamente bloccati sul fiume Rapido, mentre i francesi riuscirono il 25 gennaio 1944 a conquistare alcune posizioni di montagna a nord di Cassino dopo violenti scontri con una divisione tedesca ma esaurirono le loro forze e furono costretti a fermarsi; von Vietinghoff fece intervenire alcune formazioni di riserva che rinforzarono le difese del generale von Senger. Clark decise il 12 febbraio di interrompere gli attacchi del II Corpo d'armata e ritirare gli statunitensi, impiegando al loro posto le truppe del generale Bernard Freyberg costituite da una divisione neozelandese e una indiana; si riteneva che questi reparti, esperti e combattivi, fossero in grado di conquistare la piazzaforte tedesca attaccando Cassino da nord e aprendo un varco lungo la valle del Liri alle riserve corazzate alleate.

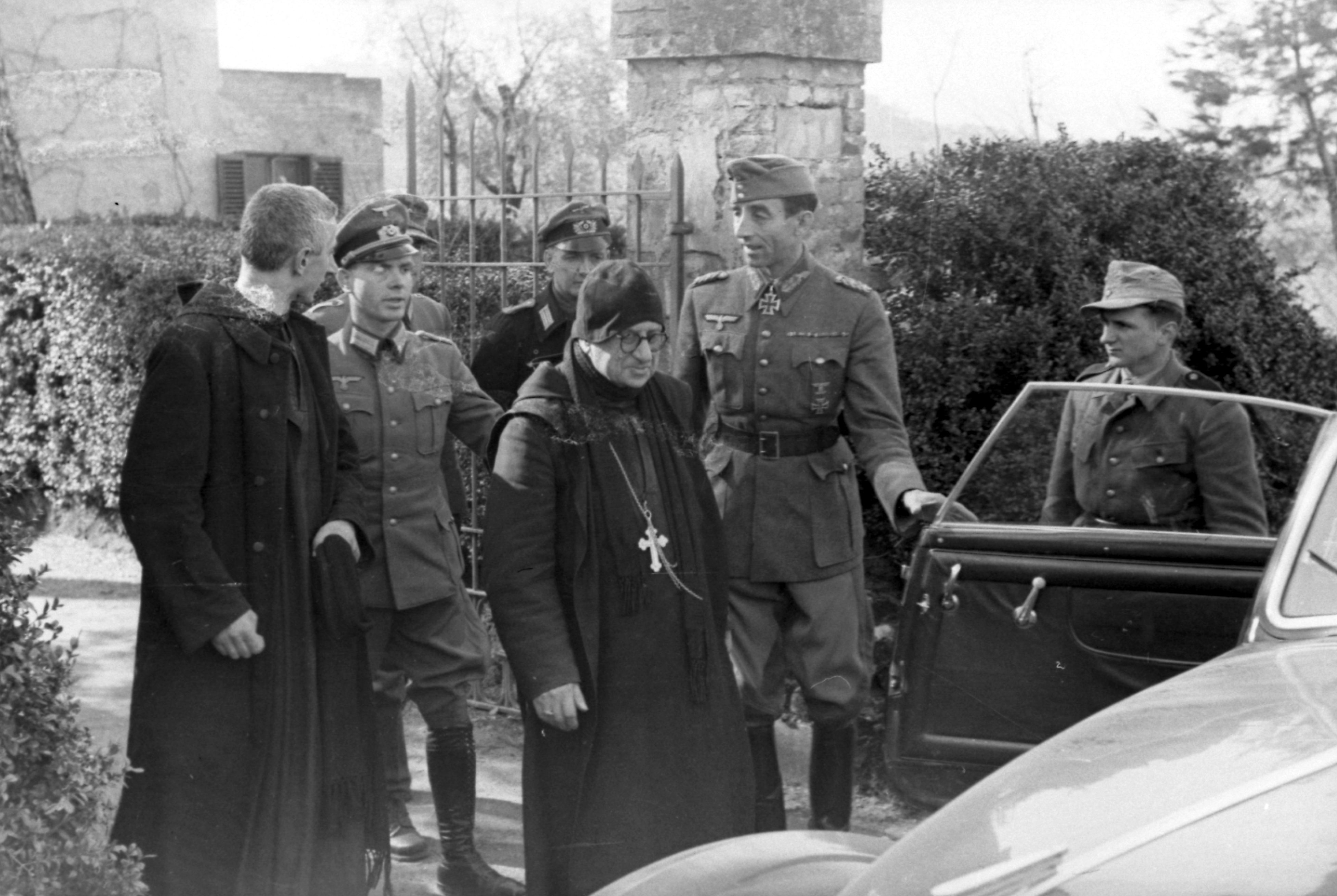
L'abate generale dell'abbazia di Montecassino Gregorio Diamare (centro) lascia l'abbazia accompagnato, alla sua sinistra, dal tenente generale von Senger und Etterlin (febbraio 1944)

In questa fase le forze aeree alleate effettuarono preliminarmente il bombardamento dell'abbazia di Montecassino, considerata dal generale Freyberg un importante caposaldo tedesco di cui egli riteneva indispensabile la totale distruzione prima dell'attacco dei suoi soldati; in realtà l'abbazia non era occupata dalle truppe tedesche, ma i generali Alexander e Wilson, pressati da Freyberg e in possesso di informazioni imprecise, autorizzarono il bombardamento nonostante l'opposizione di Clark. Il 15 febbraio 1944, 142 bombardieri pesanti e 87 bombardieri medi sganciarono oltre 400 tonnellate di bombe: la distruzione dell'abbazia però finì per favorire le truppe tedesche che si installarono tra le macerie. Subito dopo, ebbe inizio l'attacco delle divisioni di Freyberg a nord e a sud di Cassino, ma i tedeschi difesero strenuamente le posizioni sulle alture dominanti ed entro il 17 febbraio gli indiani e i neozelandesi furono bloccati dopo aver subito gravi perdite.

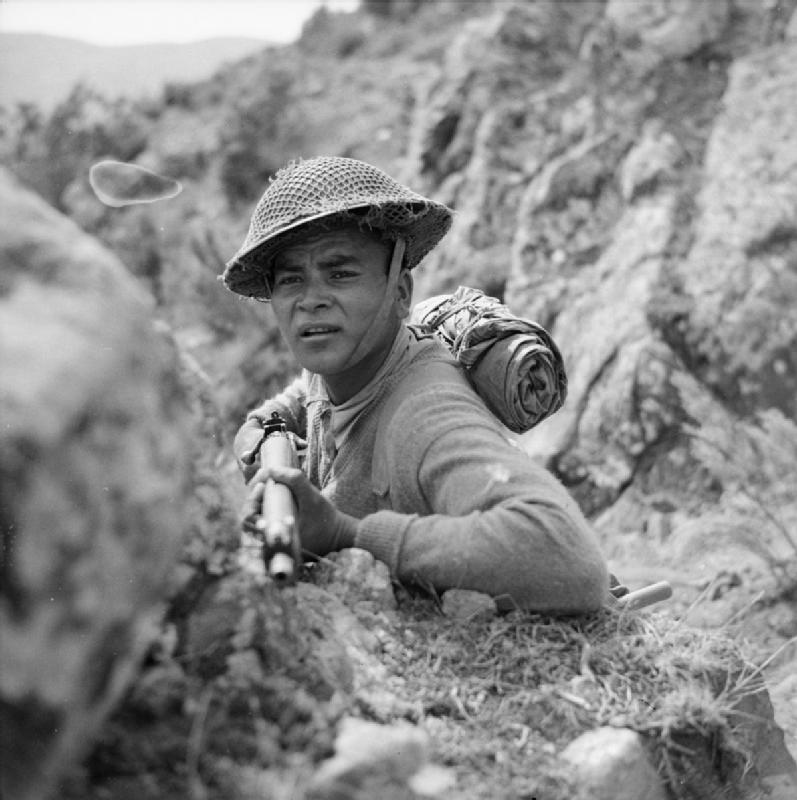
Uno dei soldati gurkha reclutati dall'esercito britannico

Nonostante i ripetuti insuccessi, la situazione critica venutasi a creare nella testa di ponte di Anzio spinse gli alti comandi alleati a organizzare, all'inizio di marzo 1944, un nuovo tentativo di sfondare la Linea Gustav e alleggerire la pressione tedesca contro le forze di Lucas; Alexander e Clark decisero di sferrare un terzo attacco nel settore di Cassino impiegando di nuovo il corpo d'armata di Freyberg. La pianificazione della cosiddetta operazione Dickens prevedeva di impiegare in massa i bombardieri alleati, che avrebbero sganciato oltre 1 000 tonnellate di bombe mentre un micidiale fuoco d'artiglieria avrebbe preceduto l'attacco della fanteria; Clark, preoccupato soprattutto per il settore di Anzio, era scettico sull'esito di questo attacco, Alexander e Freyberg ritennero invece che ci fossero buone possibilità di raggiungere la vittoria.
La terza battaglia di Cassino ebbe inizio la notte del 15 marzo 1944 con il bombardamento concentrato nell'area della città e dell'abbazia di 550 bombardieri medi e pesanti, seguito subito dopo dal fuoco di 748 cannoni che sparano quasi 200 000 proiettili; le difese di Cassino erano state affidate da Kesselring ai combattivi paracadutisti del generale Heidrich che, pur subendo gravi perdite a causa del massiccio bombardamento, si abbarbicarono alle rovine degli edifici e alle posizioni sulle quote più importanti, decisi a resistere. Le truppe neozelandesi attaccarono nel primo pomeriggio del 15 marzo ma si trovarono a fronteggiare all'interno della città un'accanita opposizione; i combattimenti a distanza ravvicinata continuarono per alcuni giorni senza risultati decisivi, i paracadutisti tedeschi si difesero tra le macerie e contrastarono anche l'avanzata dei reparti indiani e gurkha verso le colline a nord-ovest di Cassino; violente piogge resero ancor più difficile il campo di battaglia. Dopo alcuni contrattacchi dei paracadutisti per contenere l'avanzata dei gurkha, il 22 marzo il generale Freyberg, pressato da Clark, sferrò un ultimo assalto che tuttavia costò nuove perdite e non ottenne risultati; la notte del 25 marzo 1944 i neozelandesi e i gurkha sospesero gli attacchi e incominciarono la ritirata dalle posizioni più esposte. La terza battaglia di Cassino terminò quindi con un nuovo successo difensivo tedesco.

### Operazione Diadem e liberazione di Roma
(Il generale Clark nel suo diario personale in data 5 maggio 1944)

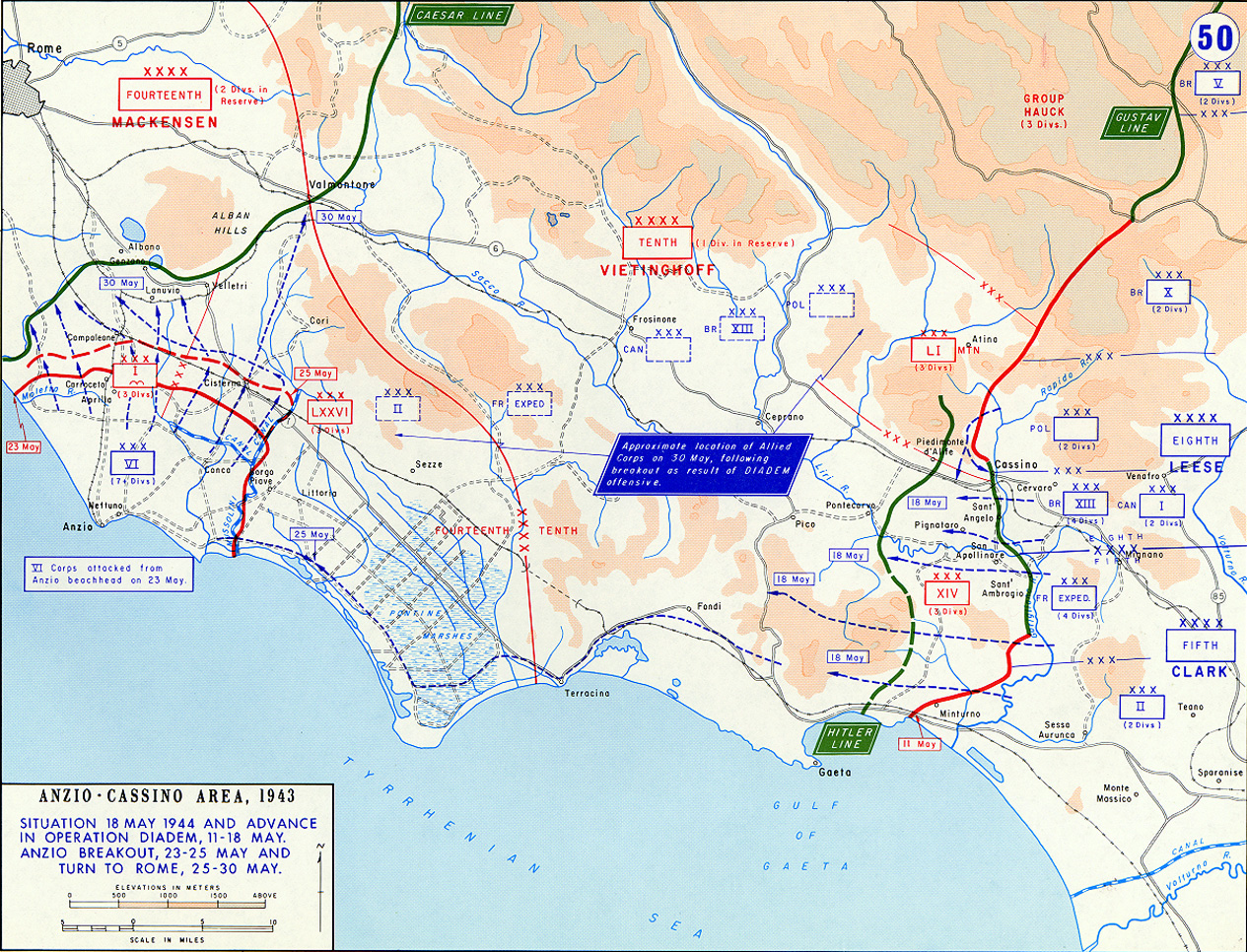
Lo sfondamento della Linea Gustav nel maggio 1944

Il sanguinoso fallimento del terzo tentativo di sfondare la linea Gustav nel settore di Cassino e la deludente situazione di stallo della testa di ponte di Anzio, costrinsero il comando alleato in Italia a sospendere ulteriori operazioni offensive e a procedere a una completa riorganizzazione delle forze disponibili. In aprile Clark, molto provato dalle difficoltà della campagna, ritornò brevemente negli Stati Uniti e nello stesso mese anche Alexander si recò a Londra; i due generali discussero con i dirigenti anglosassoni al massimo livello gli sviluppi della situazione e la nuova pianificazione e i capi anglo-americani decisero di sferrare un'ulteriore offensiva per raggiungere una vittoria decisiva in Italia. Venne ritenuto importante, anche per motivi propagandistici, sconfiggere i tedeschi ed entrare a Roma prima dell'inizio dell'operazione Overlord, prevista per il 5 giugno 1944; si sperava inoltre di poter attirare nella penisola le riserve tedesche e di facilitare indirettamente la riuscita dello sbarco in Normandia. Il generale Alexander, appoggiato da Churchill e dai capi britannici, riuscì a convincere gli stati maggiori combinati a trattenere in Italia per una nuova offensiva le divisioni assegnate in precedenza al previsto sbarco nella Francia meridionale, l'operazione Anvil.

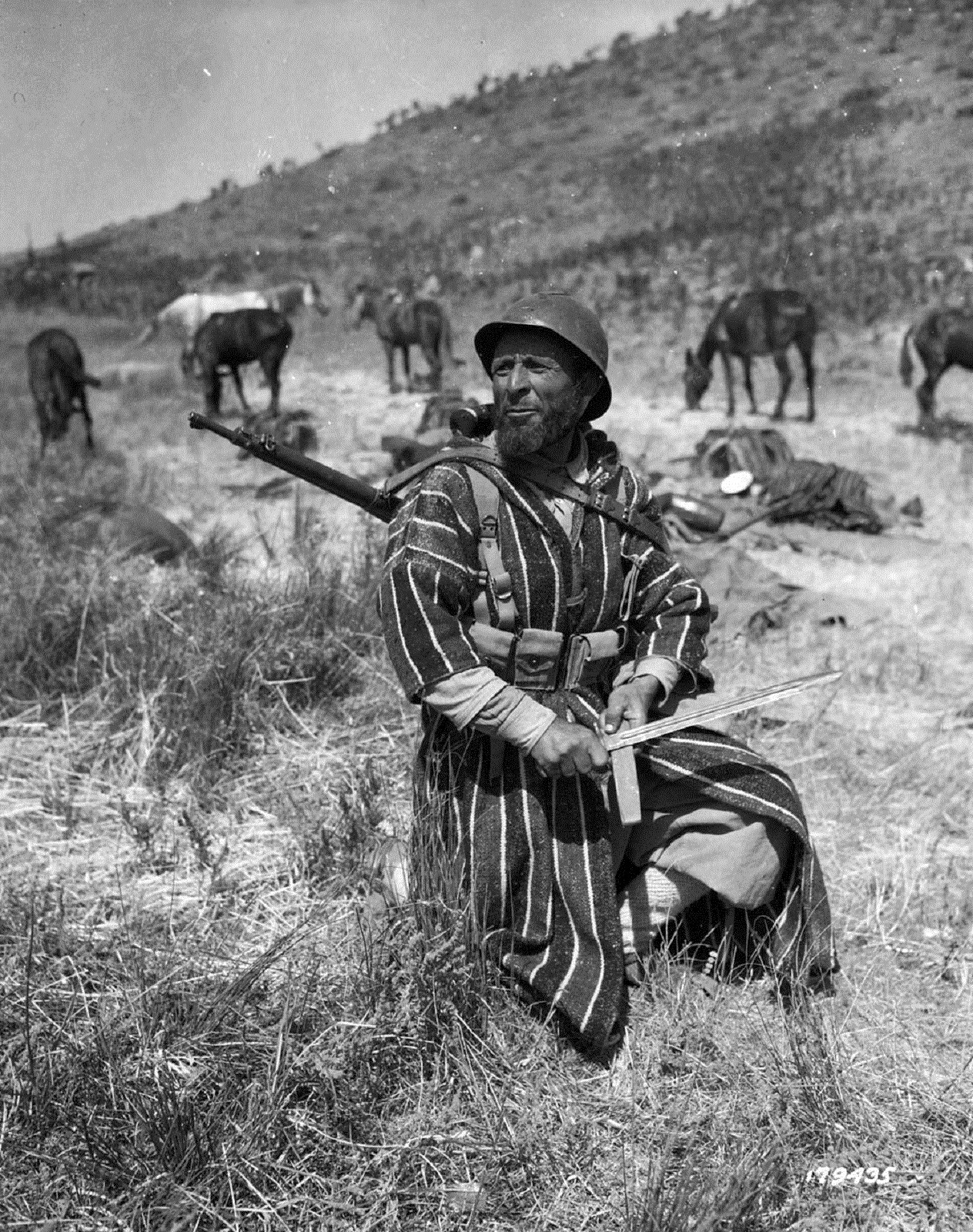
Un soldato marocchino del corpo di spedizione francese del generale Alphonse Juin

Il nuovo progetto offensivo, denominato in codice operazione Diadem e ideato dal generale John Harding capo di stato maggiore di Alexander, prevedeva di trasferire in segreto gran parte dell'8ª Armata del generale Oliver Leese dal settore adriatico a quello di Cassino, mentre la 5ª Armata di Clark avrebbe ristretto la sua zona di attacco al settore di circa 32 chilometri compreso tra il fiume Liri e la costa tirrenica. In totale Alexander avrebbe attaccato la linea Gustav con dodici divisioni dell'8ª Armata, tra cui due divisioni polacche, due canadesi e una sudafricana, e con sette divisioni della 5ª Armata, tra cui quattro divisioni francesi. L'attacco principale sarebbe stato condotto dall'8ª Armata lungo la valle del Liri e la 5ª Armata avrebbe a sua volta attaccato il difficile terreno dei monti Aurunci, mentre nella testa di ponte di Anzio il VI Corpo d'armata del generale Truscott avrebbe preso l'iniziativa in un secondo momento, avanzando verso i colli Albani per intercettare le comunicazioni delle forze tedesche. Clark condivideva in generale questi piani, anche se era deciso ad assumere il ruolo principale nell'imminente battaglia e soprattutto ad arrivare per primo a Roma.
Era inoltre previsto che l'operazione Diadem fosse preceduta da un massiccio programma di bombardamenti sulle retrovie e le linee di comunicazione, la cosiddetta operazione Strangle; il generale Ira C. Eaker, comandante delle forze aeree strategiche alleate nel Mediterraneo, contava di riuscire a impedire i movimenti delle truppe tedesche per dare un decisivo contributo all'esito della battaglia. L'operazione Strangle ebbe inizio il 22 marzo 1944 e furono sganciate 26 000 tonnellate di bombe nel corso di 50 000 missioni aeree. I danni alle infrastrutture e alle vie di comunicazione furono notevoli e le forze tedesche furono seriamente intralciate, ma nel complesso la campagna di bombardamenti non ottenne i risultati attesi; l'alto comando tedesco fu in grado di mantenere la mobilità e l'efficienza delle sue divisioni.
Alla vigilia dell'operazione Diadem il feldmaresciallo Kesselring disponeva nel teatro bellico italiano di ventitré divisioni, di cui nove difendevano il settore della Linea Gustav tra il mar Tirreno e la costa adriatica; le truppe tedesche erano ancora efficienti e combattive ma soffrivano di gravi difficoltà di rifornimento perché le forze aeree alleate avevano raggiunto una schiacciante superiorità e ne intralciavano le linee di comunicazione; il comando tedesco era anche costantemente preoccupato per la possibilità di nuovi sbarchi alleati nella regione di Civitavecchia o di Livorno.

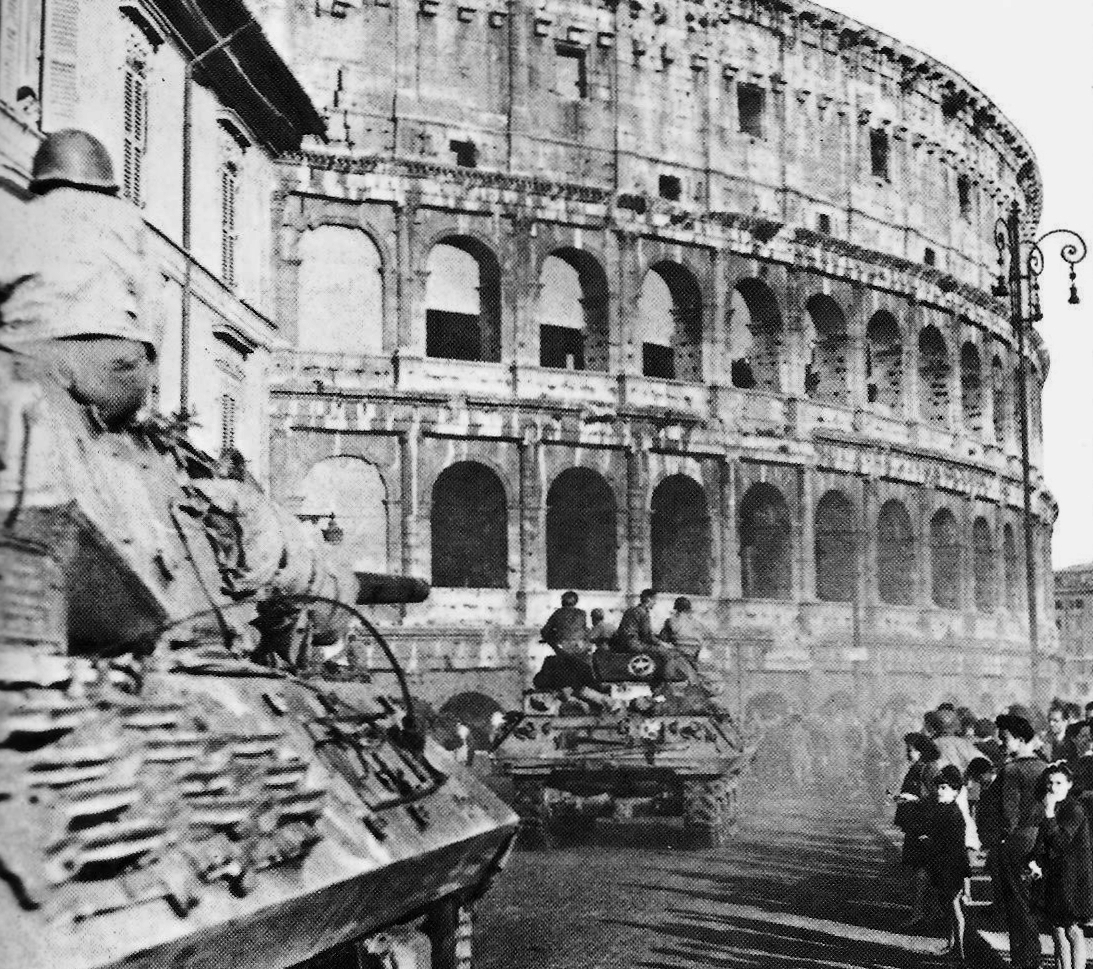
I mezzi corazzati statunitensi sfilano accanto al Colosseo a Roma il 5 giugno 1944

Preceduta dal tiro concentrato di oltre 2 400 cannoni, l'offensiva generale alleata ebbe inizio durante la notte tra l'11 e il 12 maggio 1944; l'attacco fu una parziale sorpresa per i tedeschi, che tuttavia nelle prime ore si batterono duramente in difesa e mantennero il possesso delle posizioni principali della linea Gustav. In particolare il nuovo assalto nel settore di Cassino, sferrato dalle due divisioni polacche del generale Władysław Anders, fu respinto ancora una volta dai paracadutisti tedeschi e i reparti polacchi subirono perdite elevatissime; nella valle del fiume Liri due divisioni britanniche attraversarono il fiume Rapido ma senza riuscire a sfondare la linea di resistenza tedesca. Il 12 maggio anche i francesi del generale Juin fecero solo modesti progressi nel settore montuoso assegnato alle esperte e combattive formazioni coloniali; il comandante francese sferrò un nuovo attacco concentrato il 13 maggio e finalmente i soldati marocchini e algerini ottennero i primi importanti successi conquistando il monte Maio e la cittadina di Castelforte. Kesselring cercò di controllare la situazione facendo intervenire alcune divisioni di riserva e predisponendo l'arretramento ordinato su posizioni già preparate, ma mentre sull'ala sinistra della Linea Gustav i tedeschi mantenevano ancora le posizioni più importanti, non fu possibile arrestare l'avanzata del corpo di spedizione francese.
Furono soprattutto gli aggressivi soldati marocchini che, mostrando grande abilità nel combattimento di montagna, riuscirono a sopraffare i nuclei di resistenza tedeschi; nonostante la determinazione delle truppe del generale von Vietinghoff fu impossibile fermare l'avanzata del corpo di spedizione di Juin che conquistò il 15 maggio il monte Petrella e raggiunse Ausonia ed Esperia. I successi francesi costrinsero il comando tedesco a indebolire il settore tirrenico e il II Corpo d'armata americano poté avanzare con facilità lungo la costa in direzione di Formia. Il generale Leese invece non riuscì ad accelerare l'azione delle sue truppe; i polacchi di Anders entrarono finalmente a Cassino il 17 maggio dopo che la posizione era stata evacuata su ordine di Kesselring dai tenaci paracadutisti ma l'avanzata delle forze meccanizzate lungo la valle del Liri fu intralciata da difficoltà logistiche, dalle caratteristiche del terreno e da sbarramenti di cannoni anticarro tedeschi. L'8ª Armata arrivò alla posizione di Aquino, sulla cosiddetta linea Dora-Hitler, ma venne bloccata il 19 maggio.
Il feldmaresciallo Kesselring cercò ancora per alcuni giorni di evitare la sconfitta con l'afflusso di formazioni dal fronte di Anzio; due divisioni meccanizzate e una divisione di fanteria contrattaccarono i francesi, mentre il 22 maggio la 29. Panzergrenadier-Division cercò di fermare il II Corpo d'armata che nel settore costiero aveva raggiunto Terracina. Nonostante questi rinforzi i tedeschi non furono più in grado di controllare la situazione. I francesi conquistarono i monti Ausoni mentre i canadesi dell'8ª Armata entrarono a Pontecorvo; inoltre nel settore della testa di ponte di Anzio le linee della 14ª Armata del generale von Mackensen, fortemente indebolite, furono attaccate il 23 maggio dal VI Corpo d'armata nella cosiddetta operazione Buffalo, che riuscì finalmente a superare le difese e avanzare rapidamente entrando in contatto il 25 maggio con le truppe del II Corpo. Kesselring decise di abbandonare la linea Gustav, sperando di poter sbarrare la via di Roma e organizzare un nuovo schieramento facendo ripiegare le armate di Mackensen e Vietinghoff su una nuova posizione tra i Colli Albani e i Monti Lepini; la divisione corazzata "Hermann Göring" era in arrivo dal settore di Livorno e avrebbe dovuto difendere Valmontone. In questa fase si verificarono contrasti all'interno dell'alto comando tedesco: Kesselring lamentò la scarsa collaborazione di von Mackensen e criticò il ritardato impiego delle riserve, che di conseguenza non poterono arrestare l'avanzata alleata.

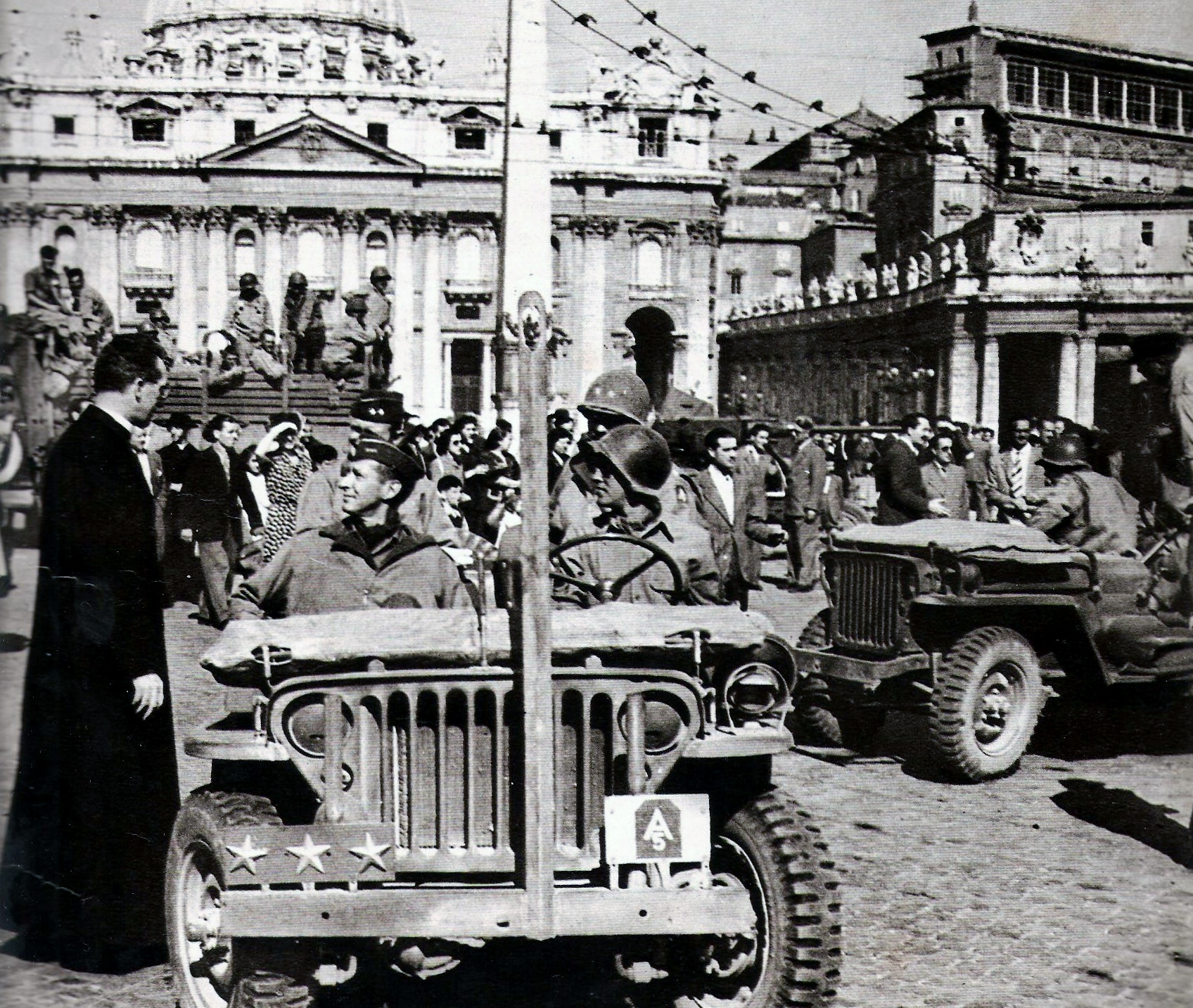
Il generale Mark Clark in Piazza San Pietro a Roma il 5 giugno 1944

Anche nell'alto comando alleato sorsero conflitti di competenze: Clark era deciso a raggiungere per primo Roma ed era in forte rivalità con i generali britannici. Alexander aveva prescritto di inviare la massa del VI Corpo del generale Truscott direttamente verso nord-est su Valmontone per chiudere la strada alla 10ª Armata di Vietinghoff in ritirata dalla linea Gustav, ma Clark ignorò queste direttive e decise fin dal 25 maggio 1944 di marciare con il grosso delle truppe verso nord-ovest su Velletri e poi su Roma. Di conseguenza le deboli forze americane inviate verso Valmontone furono trattenute dalle retroguardie tedesche, che guadagnarono tempo mentre la 10ª Armata ripiegava verso la Linea Caesar a sud di Roma; tuttavia, a causa di un errore del comando della 14ª Armata, i reparti statunitensi del II e del VI Corpo inviati da Clark verso la città riuscirono a sfruttare un varco nelle difese tedesche e occuparono Velletri. Kesselring destituì subito il generale von Mackensen, sostituendolo con il generale Joachim Lemelsen, ma fu ormai costretto ad abbandonare anche la linea Caesar; egli decise quindi di evacuare Roma senza combattere e di ripiegare a nord verso la linea del lago Trasimeno.
Il 5 giugno 1944, un giorno prima dello sbarco in Normandia, Clark giunse finalmente a Roma insieme con le sue truppe; secondo le disposizioni dell'ambizioso generale, solo i reparti statunitensi furono autorizzati a partecipare alla liberazione della città dove furono accolti entusiasticamente dalla popolazione.

### L'avanzata nel centro-nord Italia

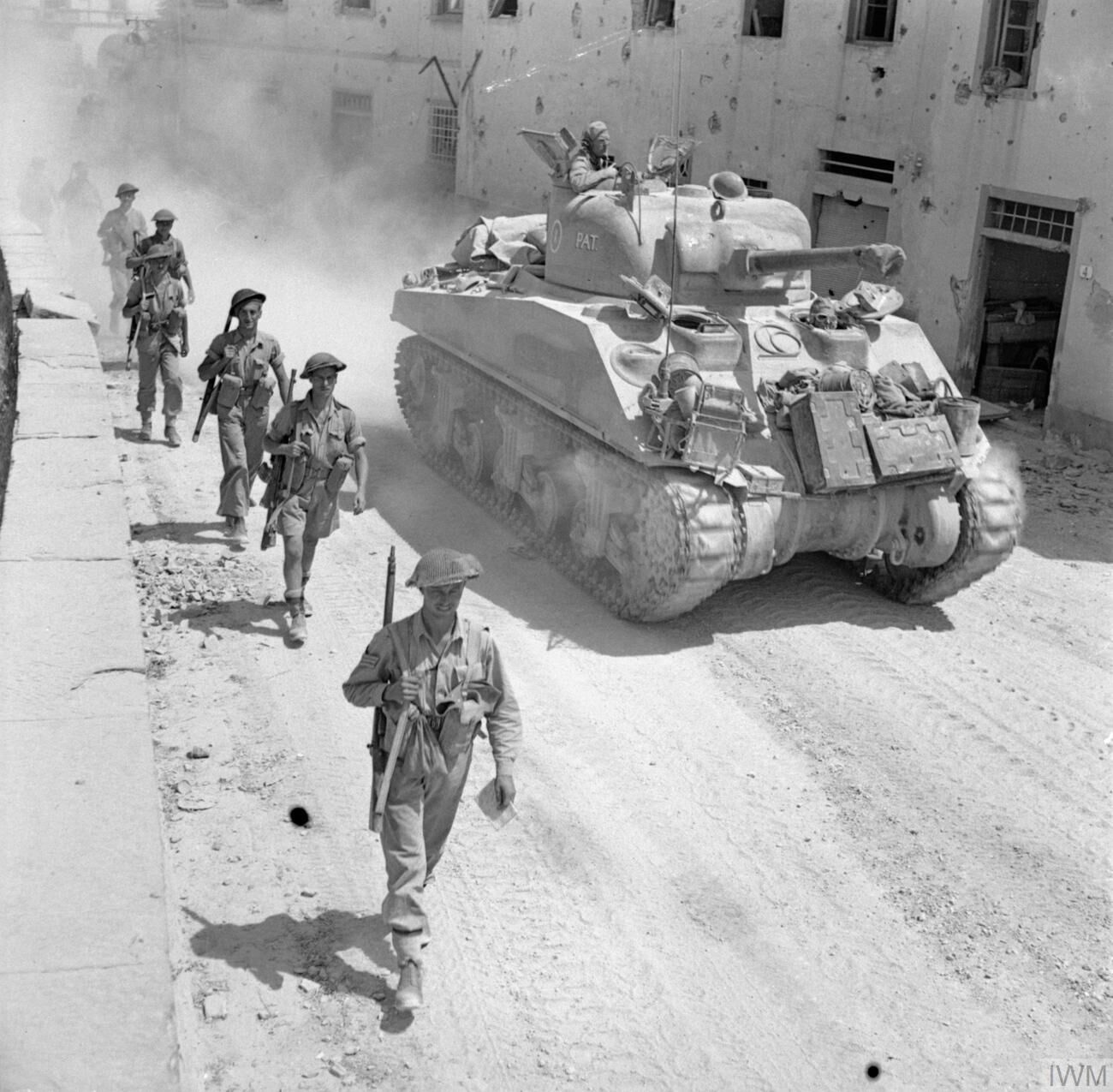
Soldati e carri armati britannici in marcia in Toscana nell'estate 1944

L'operazione Diadem si concluse con il successo alleato e la liberazione di Roma, ma non raggiunse risultati decisivi dal punto di vista strategico; i tedeschi persero circa 10 000 uomini ed ebbero 20 000 prigionieri ma anche le forze di Alexander subirono perdite elevate (18 000 americani, 14 000 britannici e 10 000 francesi), senza riuscire a distruggere le due armate del feldmaresciallo Kesselring che ripiegarono con ordine a nord di Roma rimanendo coese. Inoltre, a causa delle scelte strategiche fondamentali della dirigenza politico-militare alleata, Alexander dovette rinunciare ai suoi piani per sfruttare la vittoria con un'ambiziosa marcia verso l'Italia nord-orientale e l'Austria: i capi americani si opposero a questo progetto e imposero l'esecuzione entro il 15 agosto 1944 della già programmata operazione Anvil, che prevedeva uno sbarco in Francia meridionale con truppe che sarebbero state sottratte a Clark. I generali Truscott e Juin lasciarono il fronte italiano e tre divisioni americane e quattro francesi vennero ritirate per preparare lo sbarco in Provenza; Alexander dovette rinunciare anche a buona parte delle forze aeree di appoggio tattico.
Il generale britannico poté quindi riprendere l'avanzata a nord di Roma fin dal 5 giugno 1944, ma le sue forze si indebolirono progressivamente a causa della partenza delle divisioni franco-americane; inoltre l'offensiva alleata venne condotta con insufficiente determinazione e diede modo all'alto comando tedesco di riorganizzare le sue forze con l'afflusso di quattro nuove divisioni provenienti da altri fronti. Kesselring riuscì ancora una volta a controllare la situazione ed evitare una disfatta irreversibile, conducendo con notevole abilità la ritirata combattuta delle sue truppe attraverso l'Italia centrale grazie all'elevato spirito combattivo dei suoi soldati e ad alcuni errori alleati: in particolare nelle sue memorie il feldmaresciallo ha evidenziato come gli anglo-statunitensi non impegnarono a fondo l'aviazione, non effettuarono sbarchi per aggirare le sue forze e non coordinarono l'avanzata con le attività dei partigiani italiani nelle retrovie del fronte tedesco. Kesselring ripiegò con ordine prima verso il lago di Bolsena e poi sulla nuova linea del lago Trasimeno, la cosiddetta linea Albert; il feldmaresciallo riuscì a convincere Hitler a rinunciare a una resistenza a oltranza per evitare nuove perdite e a continuare una difesa elastica per guadagnare tempo.

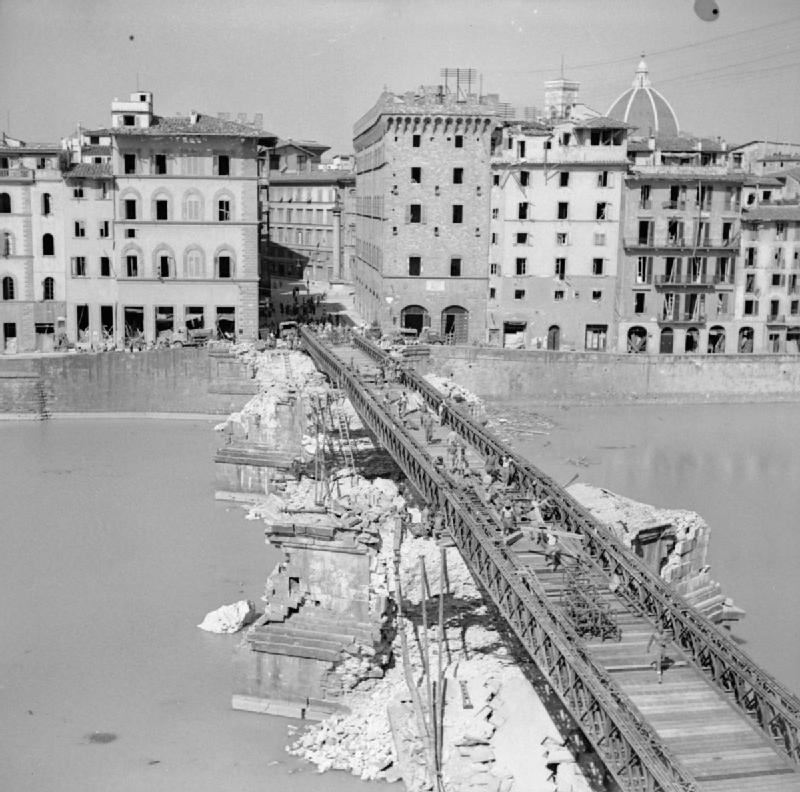
Un ponte Bailey costruito sulle macerie del Ponte Santa Trinita di Firenze

Mentre Kesselring conduceva le battaglie di retroguardia sulla linea del Trasimeno, contemporaneamente controllava lo sviluppo dei lavori di costruzione e rafforzamento della Linea Gotica, la nuova linea difensiva principale sulla quale intendeva bloccare prima dell'inverno l'avanzata alleata. Il comandante tedesco riteneva di aver bisogno di ulteriore tempo per completare le opere difensive, e decise quindi di cercare di frenare gli Alleati sulla linea Albert. La 29. Panzergrenadier-Division difese Orvieto, mentre più a est gli Alleati dell'8ª Armata raggiunsero Spoleto e Perugia solo dopo tre settimane; la 5ª Armata, che marciava verso Pisa e Lucca, venne trattenuta temporaneamente sul fiume Ombrone e i polacchi furono bloccati sul fiume Chienti. Dopo il superamento della linea Albert le truppe tedesche opposero ancora resistenza a Siena, che venne liberata dai francesi di Juin poco prima che fossero ritirati dal fronte, e ad Arezzo; entro il 15 luglio si stabilirono su un'ampia testa di ponte a sud dell'Arno che comprendeva Pisa e Firenze.
Nei giorni seguenti le armate alleate raggiunsero rilevanti successi liberando Ancona il 18 luglio e Livorno il 19 luglio, migliorando così la loro situazione logistica, ma i tedeschi riuscirono ugualmente a guadagnare tempo e poterono anche effettuare vasti e sanguinosi rastrellamenti nelle retrovie con gravi perdite per le forze partigiane. Kesselring decise di evitare combattimenti prolungati a Firenze e le truppe tedesche, distrutti tutti i ponti sull'Arno tranne Ponte Vecchio, ripiegarono a nord del fiume dopo aver superato l'opposizione dei reparti partigiani italiani; gli Alleati passarono l'Arno a Pontassieve ed entrarono a Firenze il 13 agosto, ma furono impegnati in combattimenti nella periferia settentrionale della città fino ai primi giorni di settembre. In quel momento era già in corso la battaglia della Linea Gotica, dove le forze tedesche si erano schierate dopo la lunga ritirata. Il feldmaresciallo Kesselring in questa fase della campagna aveva ricevuto alcune divisioni di rinforzo di seconda qualità, ma fu in grado di stabilizzare la situazione e poté anche privarsi di due ottime divisioni Panzergrenadier, che l'alto comando tedesco trasferì d'urgenza sul fronte occidentale in grave crisi dopo il crollo del fronte di Normandia, e della Panzer-Division "Hermann Göring", che invece fu inviata sul fronte orientale per prendere parte ai combattimenti di Varsavia in agosto.

### I combattimenti sulla Linea Gotica

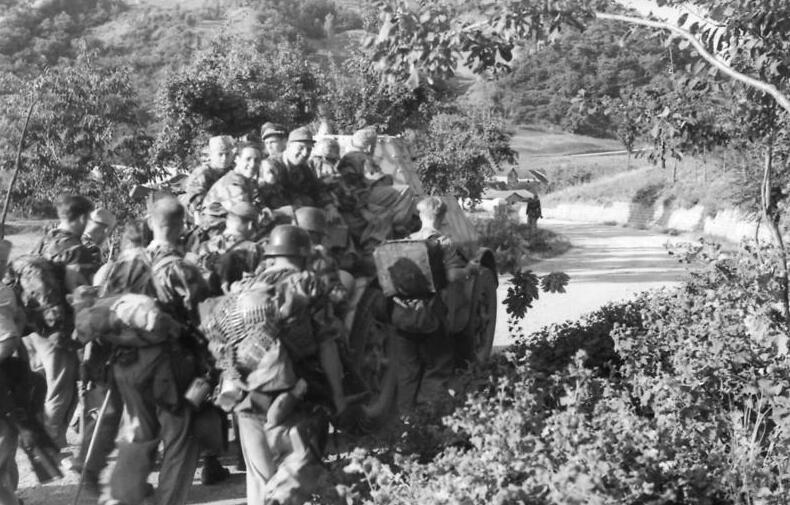
Soldati tedeschi durante la campagna sulla Linea Gotica

Winston Churchill si era fortemente opposto al trasferimento delle divisioni americane e francesi sul fronte occidentale e rimaneva favorevole a una grande offensiva strategica per distruggere finalmente l'esercito tedesco in Italia e avanzare verso la linea del Danubio. Il generale Alexander quindi diede inizio il 25 agosto 1944 alla cosiddetta operazione Olive, che sarebbe continuata fino a ottobre e avrebbe messo di fronte 900 000 soldati alleati, rinforzati da potenti forze corazzate e supportati da una netta superiorità aerea, a circa 300 000 soldati tedeschi. Le formazioni tedesche, guidate con abilità dal feldmaresciallo Kesselring e dai suoi luogotenenti, erano logorate dalle precedenti battaglie e disponevano di mezzi limitati, ma erano formate in maggioranza da truppe esperte e tenaci che dimostrarono una superiore abilità tattica durante la battaglia difensiva.

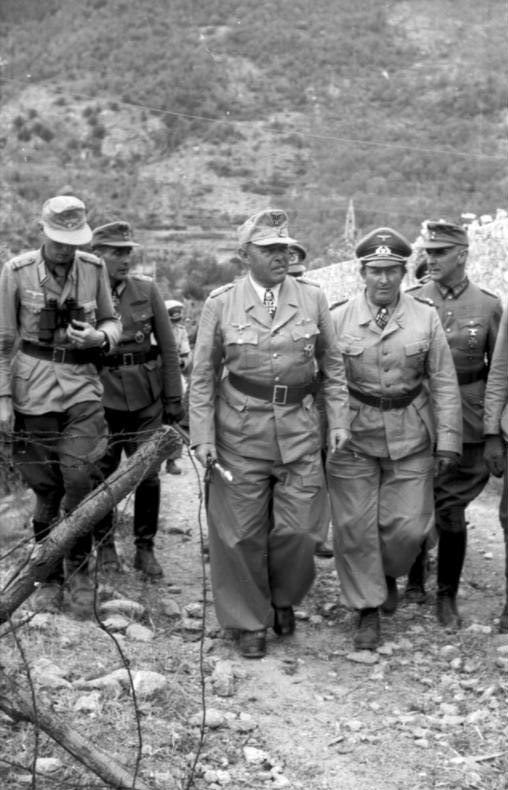
Il feldmaresciallo Kesselring ispeziona la Linea Gotica con alcuni ufficiali nel 1944

Mentre Kesselring completava con successo il graduale ripiegamento delle sue truppe dietro la Linea Gotica che da settimane era in fase di approntamento e rafforzamento, Alexander e il generale Harding pianificarono la nuova offensiva; dopo aver rinunciato a un attacco diretto al centro del fronte attraverso gli Appennini, l'alto comando del 15º Gruppo d'armate decise, su proposta del generale Leese, di trasferire nuovamente l'8ª Armata britannica nel settore adriatico per sferrare l'attacco principale in direzione di Rimini. Nel settore appenninico Clark sarebbe a sua volta passato all'offensiva da Firenze verso Bologna per impegnare le riserve tedesche; la fase finale dell'operazione prevedeva la conversione delle forze di Leese attraverso la pianura Padana in direzione del capoluogo emiliano, dove sarebbero state circondate e distrutte le armate tedesche. Churchill si recò in Italia e osservò i primi giorni dell'offensiva; egli era ottimista e in un messaggio a Stalin del 19 settembre 1944 scrisse che le forze alleate o avrebbero "sgominato" l'esercito tedesco e sarebbero avanzate verso Lubiana o, in caso di ritirata tedesca, avrebbero come minimo "liberato la pianura lombarda".
Invece l'operazione Olive, conosciuta anche come "battaglia di Rimini" o "offensiva degli Appennini", si trasformò in un'aspra battaglia di logoramento in cui gli Alleati pur guadagnando terreno non raggiunsero alcun successo decisivo e furono infine bloccati dopo aver subito pesanti perdite. In un primo momento Kesselring fu sorpreso dall'attacco britannico nel settore adriatico incominciato il 25 agosto, Leese poté superare il Metauro e raggiungere prima il fiume Foglia e poi il fiume Conca il 2 settembre. Le riserve mobili tedesche di Kesselring erano in arrivo e riuscirono a rallentare l'avanzata britannica lungo le successive linee di resistenza della linea Gotica; dal 4 al 15 settembre, durante i sanguinosi combattimenti di Coriano e Gemmano, le truppe tedesche della 10ª Armata del generale von Vietinghoff riuscirono a bloccare progressivamente le forze alleate, che vennero anche intralciate dal terreno melmoso e instabile per le forti piogge.
In realtà il feldmaresciallo Kesselring era in grave difficoltà a causa soprattutto dei successi della 5ª Armata di Clark, che dopo aver liberato Lucca il 5 settembre e Pistoia il 12 settembre attaccò attraverso il passo del Giogo a Scarperia, sorprendendo i tedeschi della debole 14ª Armata del generale Lemelsen attestati sul passo della Futa; dopo duri scontri gli americani conquistarono monte Altuzzo e sembrarono avanzare verso Imola. Nel frattempo l'8ª Armata riprese l'offensiva nel settore adriatico: le truppe tedesche opposero ancora forte resistenza sulla Linea Gialla a San Fortunato e Covignano e i mezzi corazzati britannici furono duramente respinti a Montecieco il 20 settembre; tuttavia lentamente gli Alleati continuarono ad avanzare e Rimini fu liberata da una brigata greca il 21 settembre 1944. Il feldmaresciallo Kesselring richiese per due volte, il 23 e il 27 settembre, al quartier generale l'autorizzazione a una ritirata generale dietro le Alpi, ma Hitler si oppose fermamente e ordinò la resistenza a oltranza.

Colonna motorizzata britannica in movimento nel settore di Rimini

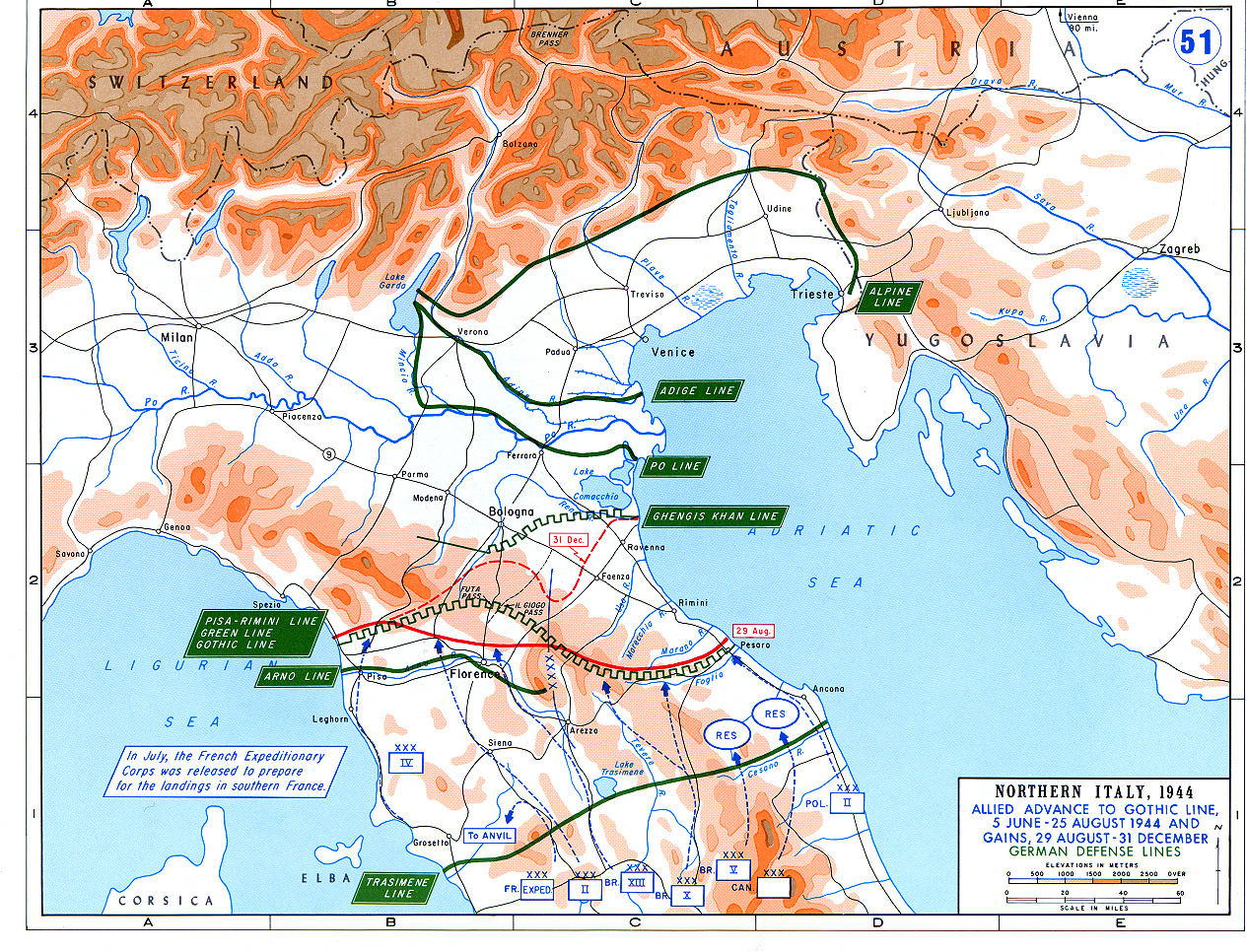
Le linee difensive tedesche in Italia centro-settentrionale

Le armate tedesche continuarono quindi a combattere tenacemente sulle ultime posizioni della Linea Gotica (linee Adelheid e Brunhild); negli ultimi giorni di settembre l'offensiva britannica sul versante adriatico, rallentata dalle piogge, si esaurì dopo i cruenti combattimenti di Savignano e Santarcangelo di fronte al fiume Rubicone e Kesselring poté trasferire parte dei suoi migliori reparti sul fronte appenninico, dove gli statunitensi erano fortemente appoggiati dai reparti partigiani della brigata "Bianconcini" che parteciparono con valore ai duri e incerti scontri sul monte Battaglia. Clark, invece di continuare verso Imola, dirottò le sue truppe verso il Passo della Raticosa e infine al termine del mese di ottobre, dopo altri violenti combattimenti, anche l'offensiva americana si arrestò a circa trenta chilometri a sud di Bologna. Dopo aver stabilizzato la situazione, Kesselring decise quindi di organizzare un vasto programma di rastrellamenti delle sue retrovie per distruggere le formazioni partigiane; la cosiddetta "settimana contro le bande" fu costellata da devastazioni e brutali violenze contro la popolazione civile.
Churchill fu fortemente contrariato per il fallimento generale dei suoi ambiziosi progetti e nelle sue memorie ha ammesso che la grande battaglia della Linea Gotica "fallì", che l'Italia rimase occupata per "altri otto mesi" e che divenne impossibile "l'affondo su Vienna" e "influenzare la liberazione dell'Europa sud-orientale". Il feldmaresciallo Kesselring ha elogiato nelle sue memorie "l'ammirevole comportamento delle truppe tedesche" che impedì il successo alleato.
Negli ultimi mesi del 1944 il 15º Gruppo d'armate alleato, alla cui guida si trovava dal 25 novembre Clark, il generale Alexander essendo stato promosso al comando dell'intero teatro del Mediterraneo, condusse operazioni limitate per cercare di guadagnare altro terreno in direzione del Po. Nel settore dell'8ª Armata, guidata dal generale McCreery dopo il trasferimento in Francia di Leese, fu combattuta la logorante "battaglia dei fiumi": le truppe canadesi e polacche avanzarono lentamente e riuscirono a liberare Forlì, Faenza e Ravenna che venne raggiunta il 4 dicembre ma le armate tedesche, ora comandate da von Vietinghoff dopo il ferimento in un incidente stradale di Kesselring, ripiegarono con ordine e riuscirono a fermarle, grazie anche al terreno inondato dalle forti piogge. Nel settore appenninico la 5ª Armata, passata al comando del generale Truscott, non riuscì ad avanzare ostacolata soprattutto dal clima invernale. Entro il 15 dicembre gli Alleati arrestarono tutte le operazioni in attesa della ripresa bellica primaverile.

### L'offensiva di primavera

#### L'ultimo inverno

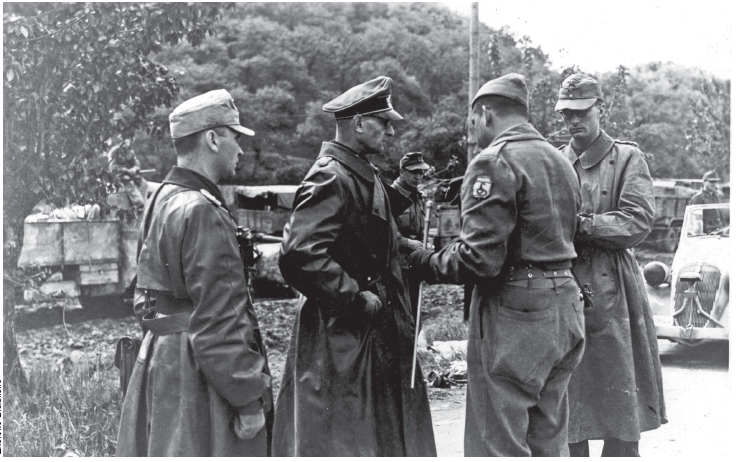
Il 29 aprile 1945 il generale Otto Fretter-Pico si arrende al maggiore Franco Ferreira delle truppe brasiliane.

La fine del 1944 fu caratterizzata sul fronte italiano da notevoli difficoltà per il 15º Gruppo d'armate alleato del generale Clark: a causa della tenace resistenza tedesca, del progressivo peggioramento del clima e della carenza di rimpiazzi e munizioni di artiglieria, le truppe alleate dovettero arrestare gli attacchi e cercarono di riposare e riorganizzarsi; fu ventilata anche la possibilità, per sbloccare la situazione, di effettuare uno sbarco di truppe britanniche sulla costa adriatica jugoslava. In questo periodo affluirono anche nuovi reparti: gli americani inviarono l'eccellente 10ª Divisione da montagna e la 92ª Divisione di fanteria composta totalmente da afroamericani, mentre dal Brasile avevano cominciato a giungere nel teatro bellico i reparti della Força Expedicionária Brasileira. L'Esercito Cobelligerante Italiano incominciò la costituzione di cinque cosiddetti "Gruppi di Combattimento", ognuno costituito da 10 000 soldati, 116 pezzi d'artiglieria e 1 300 veicoli, equipaggiati principalmente con materiale britannico.

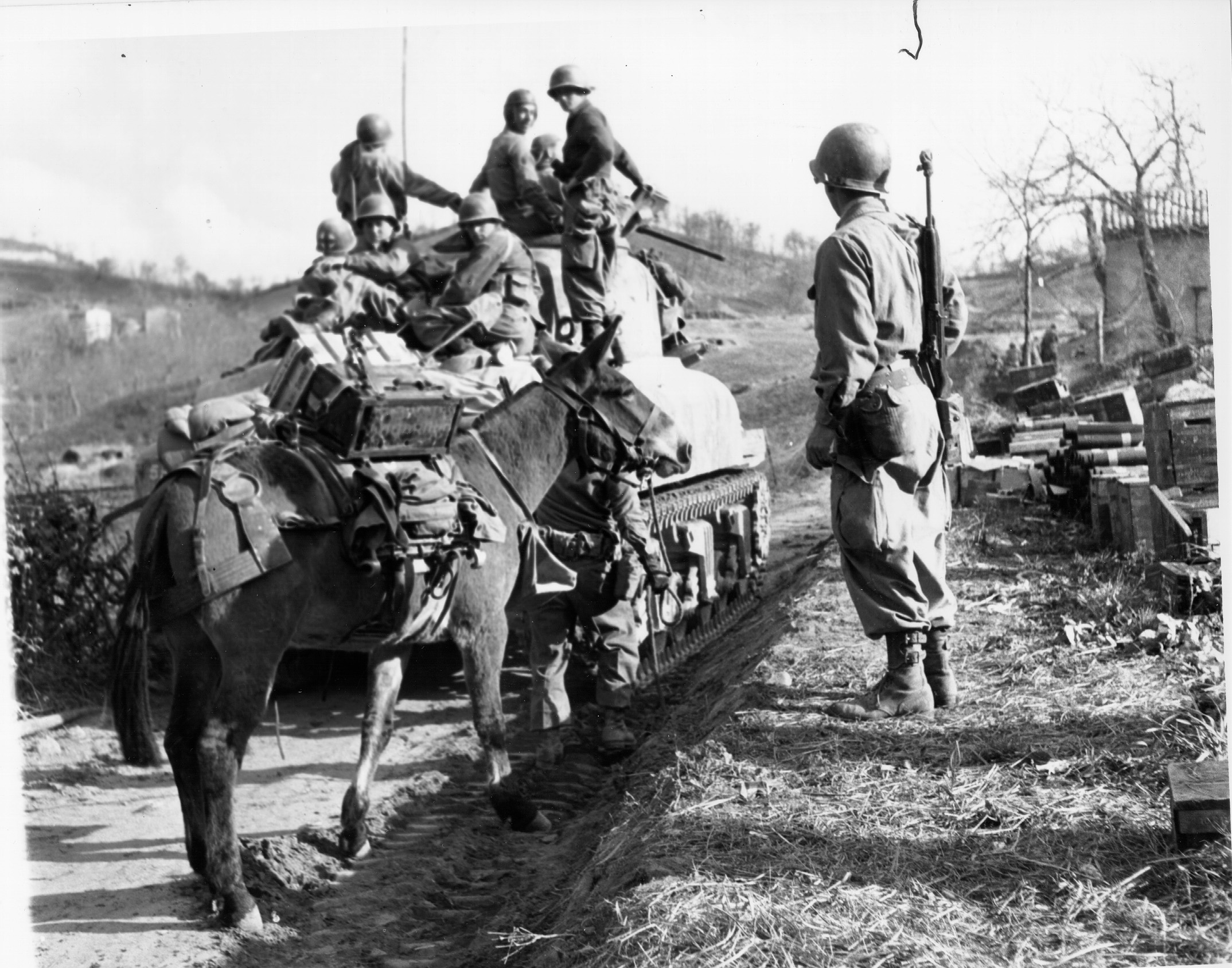
Truppe americane della 10ª Divisione da montagna durante l'offensiva di primavera

Il 14 novembre 1944 Mussolini aveva scritto una lettera a Hitler nella quale, dopo aver espresso la sua "ammirazione" per "le prove di incomparabile valore offerte dalle vostre forze armate", proponeva di sferrare una controffensiva proprio sul fronte italiano; il Duce inoltre sottolineava come fosse "supremo comune interesse difendere la valle del Po". Il 16 dicembre 1944 Mussolini parlò ai suoi più fanatici seguaci al Teatro Lirico di Milano con accenti drammatici: accusò i "traditori", illustrò i presunti progressi della Repubblica Sociale e delle sue forze militari, mostrò fiducia nelle "armi nuove" della Germania e concluse con parole che sembravano esprimere la decisa volontà di resistere: "noi vogliamo difendere con le unghie e con i denti la valle del Po...". In questa fase Hitler era completamente concentrato sull'offensiva delle Ardenne incominciata lo stesso 16 dicembre, ma anche sul fronte italiano le forze dell'Asse sferrarono un inatteso attacco, l'operazione Wintergewitter: condotta il 26 dicembre da truppe tedesche con il supporto di reparti italiani di due delle quattro divisioni della RSI addestrate in Germania, mise in difficoltà i reparti americani della 92ª Divisione di fanteria schierata nel settore della valle del fiume Serchio. La breve offensiva raggiunse solo successi locali ed entro il 30 dicembre venne interrotta, ma si verificarono cedimenti tra le truppe americane e anche gli inesperti reparti brasiliani furono messi in difficoltà.

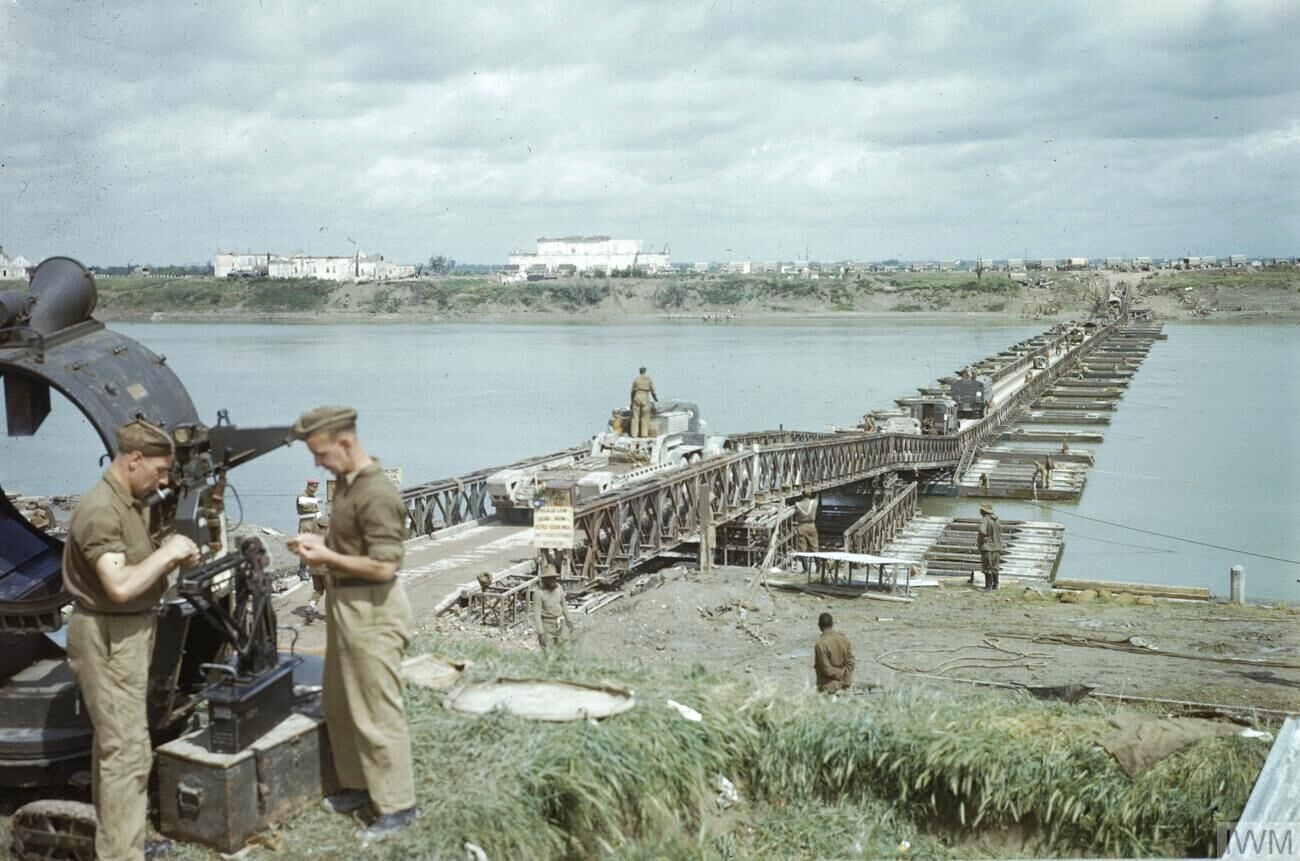
Le truppe dell'8ª Armata britannica passano il Po vicino a Ferrara il 28 aprile 1945

In realtà, nonostante la breve ripresa invernale e le riuscite operazioni di rastrellamento condotte dai reparti militari nazifascisti contro le effimere Repubbliche partigiane, la situazione dell'occupante tedesco in Italia e del governo collaborazionista di Mussolini appariva all'inizio della primavera 1945 ormai compromessa, in relazione all'andamento generale della guerra e all'incolmabile inferiorità numerica e materiale delle forze ancora disponibili. Le truppe della Wehrmacht in Italia dal 10 marzo 1945 erano comandate dal generale Heinrich von Vietinghoff dopo che Kesselring, rientrato in servizio a gennaio 1945 in seguito all'incidente stradale, era stato trasferito d'urgenza su ordine di Hitler sul fronte occidentale. Il Gruppo d'armate C disponeva ancora di venti divisioni schierate sulla Linea Gotica, mentre le quattro divisioni della Repubblica Sociale al comando nominale del maresciallo Rodolfo Graziani erano considerate non affidabili e quindi relegate a compiti di seconda linea in Liguria. I tedeschi avevano gravi carenze di materiali ed equipaggiamenti e una limitata mobilità, ma avevano cercato di rafforzare le loro posizioni; von Vietinghoff aveva apprestato una serie di posizioni di ripiegamento in direzione delle Alpi per condurre una ritirata manovrata, ma Hitler era contrario a cedere terreno e prescrisse in modo assoluto di mantenere le posizioni e difendere la Pianura Padana.

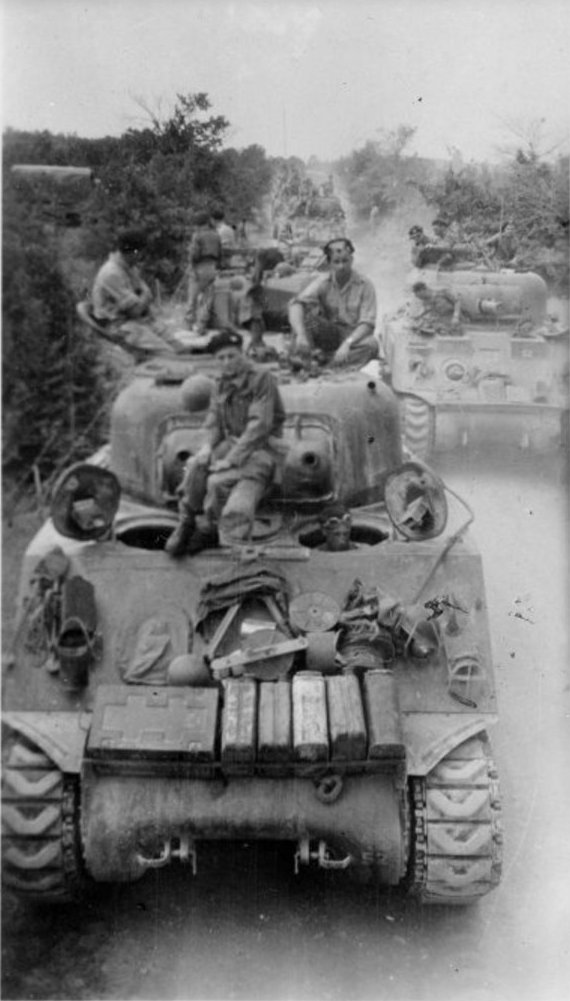
Una colonna di carri M4 Sherman del 20th Armoured Regiment neozelandese nel maggio 1945

Alla vigilia dell'offensiva finale il 15º Gruppo d'armate del generale Clark disponeva di circa 600 000 soldati e aveva notevolmente migliorato la sua efficienza, la quantità e la qualità del suo equipaggiamento; le forze alleate disponevano di una potente riserva meccanizzata costituita da oltre 3 000 carri armati e di una schiacciante superiorità aerea che permise di indebolire le difese tedesche e di intralciare gravemente le comunicazioni e i rifornimenti delle armate del generale von Vietinghoff. Sul fronte appenninico fino a sud-est di Bologna la 5ª Armata del generale Truscott schierava due corpi d'armata con sette divisioni americane (compresa la divisione da montagna), il corpo di spedizione brasiliano, due gruppi di combattimento italiani e una divisione corazzata sudafricana. L'8ª Armata, al comando del generale McCreery, estendeva le sue linee a est fino alle valli di Comacchio ed era costituita da quattro corpi d'armata: erano disponibili, oltre a varie brigate, quattro divisioni britanniche, due divisioni indiane, due divisioni polacche, una divisione neozelandese, tre gruppi di combattimento italiani e la Brigata Ebraica.
L'offensiva finale alleata, denominata "operazione Grapeshot", ebbe inizio nel settore britannico del generale McCreery il 9 aprile 1945, con un potente sbarramento d'artiglieria e con l'intervento in massa dell'aviazione tattica; le truppe tedesche della 10ª Armata del generale Traugott Herr opposero forte resistenza nei primi giorni, ma dovettero cedere terreno. I britannici avanzarono verso Argenta, mentre polacchi e italiani superarono il fiume Santerno in direzione di Imola. Il 14 aprile Clark fece entrare in campo anche l'armata di Truscott che raggiunse importanti successi nel settore montano, mettendo in grave difficoltà la 14ª Armata del generale Joachim Lemelsen. Il 20 aprile l'esercito di liberazione, composto da reparti italiani e i polacchi raggiunsero Bologna, le forze corazzate britanniche superarono la strettoia di Argenta, mentre gli americani tagliarono la via Emilia; i tedeschi rischiavano di essere accerchiati a sud del Po e quindi von Vietinghoff ordinò la ritirata generale senza attendere l'autorizzazione dell'alto comando.

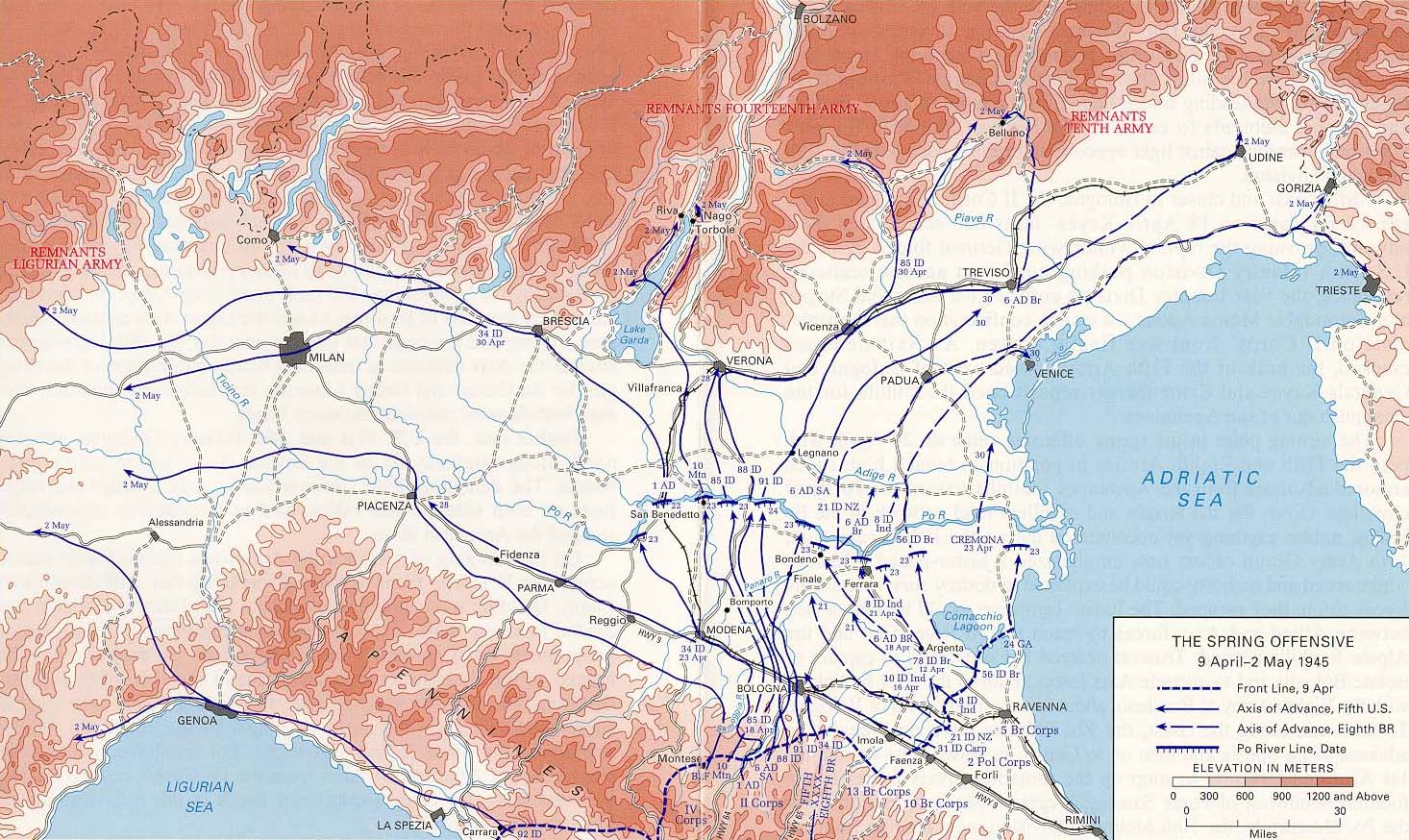
Lo svolgimento dell'offensiva finale alleata in Italia, lanciata alla fine di aprile 1945

Gli Alleati effettuarono diverse operazioni di infiltrazione con reparti speciali, in parte per accelerare lo sgretolamento del dispositivo difensivo di von Vietinghoff ma anche per preservare le città italiane dalle distruzioni tedesche: nel primo caso rientra l'operazione Herring, ultimo lancio di unità paracadutiste in combattimento nel teatro europeo, nel secondo l'azione dei reparti Nuotatori Paracadutisti (NP) del Reggimento "San Marco" della marina italiana che liberò Venezia.
Dal 24 aprile gli Alleati, dopo aver superato il Po senza difficoltà, poterono avanzare nella Pianura Padana, mentre i tedeschi cercavano di ripiegare, sotto la protezione di retroguardie, verso i valichi alpini. Nonostante la resistenza dei reparti tedeschi in ritirata e le perdite subite, le colonne motorizzate alleate raggiunsero rapidamente tutte le città principali: la 10ª divisione da montagna americana raggiunse Verona il 26 aprile, forze corazzate statunitensi si diressero verso Milano il 29 aprile, mentre i britannici avanzarono verso l'Adige. Nel settore di Truscott furono raggiunte il 27 aprile La Spezia e Genova e alcuni reparti tedeschi furono accerchiati nella cosiddetta "sacca di Fornovo" dalla forza di spedizione brasiliana; quest'ultimo scontro, ultima battaglia campale della guerra, si concluse con la resa di circa 15000 soldati tedeschi nelle mani delle truppe alleate. Negli ultimi giorni della campagna l'8ª Armata di McCreery liberò Venezia, Rovigo e Treviso, mentre i reparti neozelandesi vennero inviati verso Trieste e la Venezia Giulia per cercare di anticipare l'arrivo dei reparti jugoslavi del IX Korpus nella cosiddetta "corsa per Trieste". Il 1º maggio 1945 i neozelandesi entrarono a Trieste e Monfalcone e presero contatto con gli jugoslavi; sul confine delle Alpi occidentali il 28 aprile gli americani entrarono in collegamento con le truppe francesi che erano penetrate in Valle d'Aosta.

### Fine del fascismo e resa generale tedesca

#### L'insurrezione generale

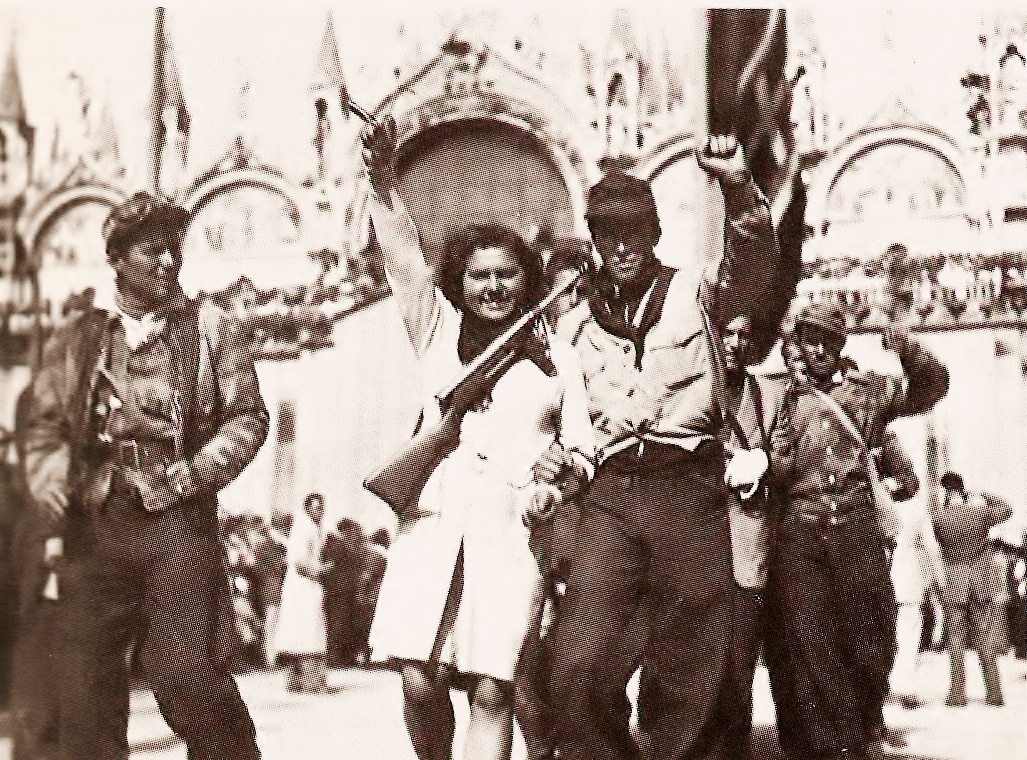
Partigiani a Venezia nei giorni della liberazione

Contemporaneamente all'ultima e decisiva avanzata alleata, le forze della Resistenza italiana del Comitato di Liberazione Nazionale Alta Italia avevano dato inizio all'insurrezione generale delle grandi città e alla discesa dalle montagne delle formazioni partigiane attive dopo il difficile inverno; scopo delle autorità della Resistenza e in particolare delle componenti comuniste e azioniste, consisteva nel cooperare attivamente alla sconfitta finale del nazifascismo, nel proteggere le infrastrutture e le fabbriche, impedendone la distruzione da parte delle truppe tedesche in ritirata, e nell'assumere il controllo effettivo sul territorio prima dell'arrivo degli Alleati. A partire dalla metà di aprile le formazioni partigiane parteciparono con successo alla liberazione di Bologna e dell'Emilia; il 25 aprile 1945 il comitato insurrezionale del CLNAI diede l'ordine formale per l'insurrezione e i partigiani presero il controllo di Genova, Torino e Milano ancor prima delle truppe anglo-americane, oltre a bloccare le strade principali per impedire la fuga delle autorità nazifasciste.
Mussolini lasciò Salò il 17 aprile e raggiunse con i suoi fedelissimi Milano, dove in un primo momento sembrò approvare la proposta di Alessandro Pavolini di radunare i combattenti fascisti rimasti in un cosiddetto "ridotto in Valtellina" dove combattere l'ultima battaglia. Il 25 aprile 1945, mentre incominciava l'insurrezione generale, accettò la richiesta del cardinale di Milano Alfredo Ildefonso Schuster che, desideroso di organizzare un ordinato passaggio di poteri, aveva proposto un incontro con i capi della Resistenza. Durante un drammatico colloquio i capi del CLNAI richiesero l'immediata resa incondizionata delle forze della Rsi entro due ore. Erano stati dati ordini per un'insurrezione generale dei partigiani, ma se i fascisti avessero concentrato le loro forze residue nel triangolo Milano-Como-Lecco potevano deporre formalmente le armi. 
Mussolini sembrò sul punto di accettare questa proposta quando nell'ufficio entrò Graziani, dicendo di essere venuto a conoscenza dell'imminente resa tedesca in Italia. 
Il bluff di Wolff e Rahn era stato scoperto, e Mussolini sentendosi tradito interruppe la discussione, impegnandosi a dare una risposta al Comitato entro due ore. Ma Mussolini disattese la sua parola, e con molta fretta uscì dal suo ufficio della prefettura di Milano per salire a bordo di una delle auto che formava una colonna di dieci mezzi sotto scorta tedesca assieme a Bombacci e Graziani. Al momento della partenza verso Como, Mussolini sciolse tutti i membri del partito e delle forze armate dal loro giuramento di fedeltà. I progetti di Pavolini erano irrealizzabili e le residue forze fasciste erano ormai in completa disgregazione, mentre i reparti tedeschi erano interessati solo a trovare scampo oltre le Alpi. Mussolini venne catturato il 27 aprile e fucilato il 28 a Giulino di Mezzegra da un gruppo di partigiani comunisti guidati da Walter Audisio e Aldo Lampredi, che così misero la parola "fine" su vent'anni di dittatura sanguinaria. Nei giorni seguenti altri gerarchi e fascisti furono uccisi o catturati dai partigiani e dagli Alleati.

#### La resa di Caserta

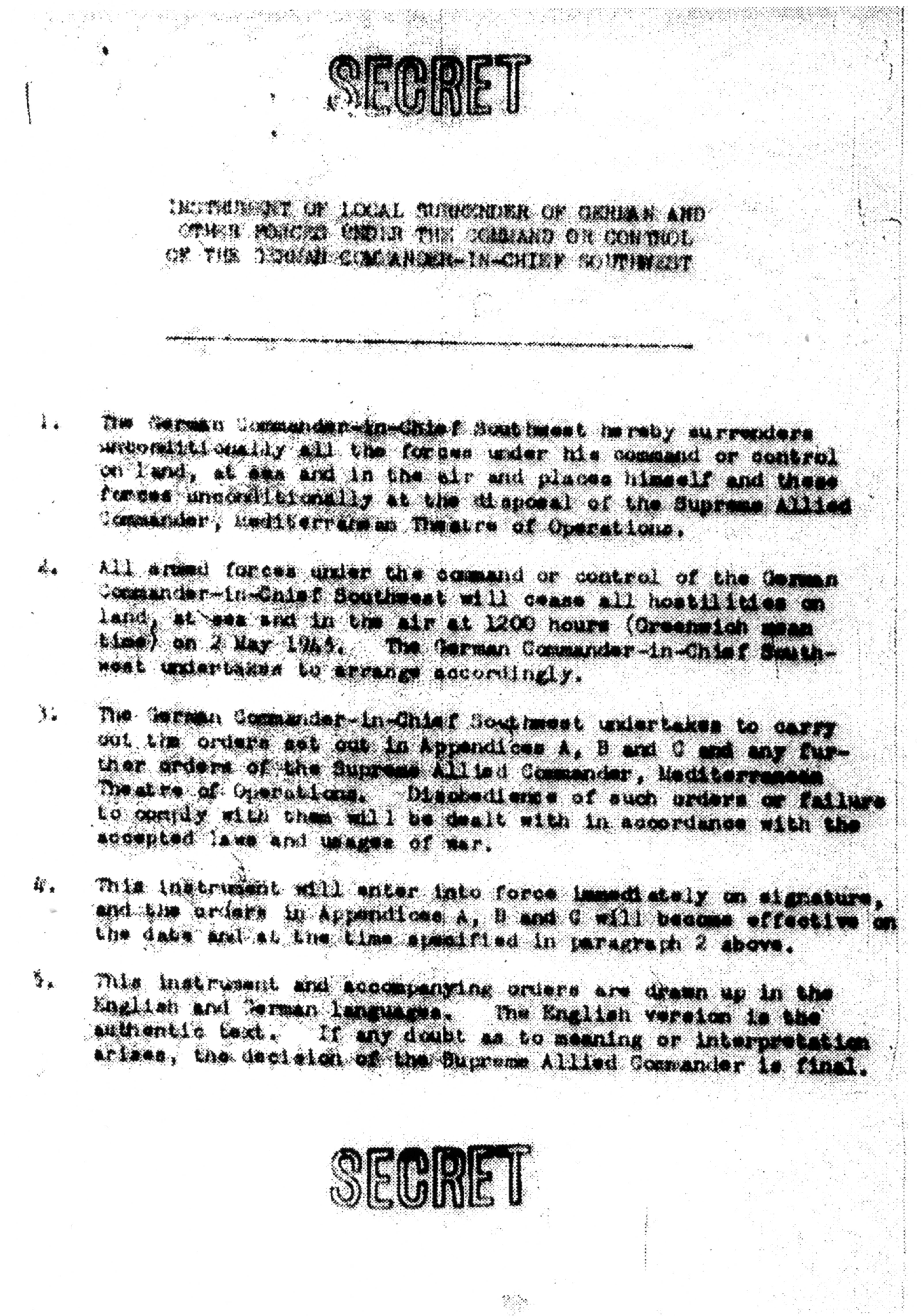
L'atto di resa firmato dal generale von Vietinghoff a Caserta, nella sua versione ufficiale in inglese

Fin dal mese di dicembre 1944, il generale delle SS e capo supremo delle forze di polizia tedesche in Italia Karl Wolff aveva incominciato colloqui segreti con il rappresentante americano dell'Office of Strategic Services in Svizzera, Allen Welsh Dulles; tali incontri, apparentemente a conoscenza di Heinrich Himmler e da lui approvati, rientravano nei disperati tentativi nazisti di provocare la disgregazione della coalizione anglo-sovietico-americana e favorire la conclusione di una pace separata con le potenze occidentali in funzione anti-sovietica; fu anche discussa la possibilità di un ritiro concordato dell'esercito tedesco dall'Italia. I rappresentanti alleati promossero la cosiddetta operazione Sunrise e in marzo e aprile 1945 incontrarono in segreto il generale Wolff; von Vietinghoff avallò questi tentativi di negoziato. Questi contatti segreti vennero a conoscenza anche dei sovietici e provocarono un'aspra reazione di Stalin, che temette un accordo degli Alleati occidentali con i tedeschi; ne seguì un duro scambio epistolare tra Roosevelt e il dittatore sovietico pochi giorni prima della morte del presidente americano. Dopo questi accesi contrasti i rappresentanti anglo-americani ricevettero l'ordine di sospendere i colloqui in attesa degli sviluppi dell'offensiva alleata di primavera, mentre anche Wolff ricevette da Himmler il 23 aprile 1945, timoroso delle reazioni di Hitler, l'ordine di non intraprendere "trattative di nessun genere".
L'andamento disastroso delle operazioni tedesche su tutti i fronti, l'isolamento di Hitler a Berlino e l'inarrestabile avanzata degli Alleati nella Pianura Padana convinsero von Vietinghoff ad agire autonomamente e inviare il 28 aprile i generali Wolff e von Senger al quartier generale alleato di Caserta per riprendere le trattative e chiudere le operazioni in Italia. Il 29 aprile 1945 i generali tedeschi firmarono alla presenza del generale William Morgan, capo di stato maggiore di Alexander, la resa di Caserta che prevedeva la resa generale di tutte le forze tedesche e fasciste ancora in combattimento in Italia settentrionale e nelle province austriache del Tirolo, della Carinzia, del Vorarlberg e della Stiria. In un primo tempo Kesselring, informato di questi fatti, si oppose e in quanto responsabile di tutte le forze della Wehrmacht nel teatro meridionale, destituì von Vietinghoff; di fronte alla realtà dei fatti e allo sviluppo degli avvenimenti, alla fine il feldmaresciallo cambiò idea e diede il suo consenso alla resa che divenne effettiva alle ore 14:00 del 2 maggio 1945.
Circa un milione di soldati tedeschi in combattimento in Italia settentrionale e Austria deposero le armi dopo la conclusione della resa a Caserta; fin dal 29 aprile 1945 Churchill aveva comunicato le sue felicitazioni ad Alexander scrivendo enfaticamente che "la grande battaglia finale in Italia rimarrà a lungo nella storia come uno degli episodi più famosi della seconda guerra mondiale".

## Il ruolo della resistenza italiana
Il movimento partigiano di Resistenza contro l'occupante tedesco e i fascisti della Repubblica Sociale si sviluppò, dopo un inizio difficile caratterizzato da disorganizzazione ed errori tattici, nell'autunno 1943 principalmente nelle vallate di montagna appenniniche e alpine, per opera di ufficiali inferiori, soldati sbandati e volontari. In seguito, una fondamentale funzione organizzativa fu svolta dai partiti politici antifascisti, organizzati nei numerosi Comitati di Liberazione Nazionale (CLN) sorti nelle principali città dell'Italia occupata. Il movimento partigiano in montagna crebbe da poche migliaia di combattenti nell'autunno 1943 a circa 50 000 nel giugno e luglio 1944, quando venne costituito un comando centrale del cosiddetto Corpo volontari della libertà e furono create "brigate" e "divisioni" partigiane. Escluse le formazioni autonome (composte in prevalenza da militari del disciolto Regio Esercito, generalmente monarchiche o apolitiche), la maggior parte dei reparti dipendeva direttamente dai partiti politici antifascisti: quasi la metà dei combattenti erano organizzati nelle Brigate Garibaldi del Partito Comunista Italiano, mentre 15 000 combattevano nelle Brigate Giustizia e Libertà del Partito d'Azione. Contemporaneamente i comunisti costituirono nelle grandi città occupate i Gruppi di Azione Patriottica (GAP) che, con numerosi attacchi terroristici a quadri di comando e agli apparati repressivi, minarono il morale dei nazifascisti.
La presenza di italiani armati su entrambi i fronti del conflitto, malgrado la maggioranza della popolazione si tenesse in disparte, determinò lo svilupparsi di una guerra civile. I tedeschi, supportati dai fascisti della RSI, organizzarono vaste operazioni di rastrellamento che costarono gravi perdite ai partigiani e ne indebolirono le capacità operative senza tuttavia raggiungere risultati decisivi; l'azione tedesca e fascista fu caratterizzata anche da spietate operazioni di rappresaglia e di repressione contro civili e presunti avversari come l'eccidio delle Fosse Ardeatine a Roma e la strage di Marzabotto. Dopo i successi dell'estate 1944, le sconfitte dell'autunno provocate dalle operazioni nazifasciste di "guerra alle bande" e il proclama Alexander del 13 novembre 1944 che sollecitava i partigiani a sospendere le azioni e rimanere in difesa durante l'inverno, provocarono una grave crisi e un indebolimento numerico della Resistenza. Infine nelle primavera 1945 i circa 60 000 partigiani attivi scesero dalla montagne e, rafforzati dai nuovi combattenti accorsi nelle ultime settimane, svolsero un ruolo di primo piano nei giorni della liberazione.

## Bilancio e conseguenze
La campagna d'Italia ebbe termine dopo la morte di Hitler e alcuni giorni prima della fine generale della guerra in Europa, che venne sancita dalle cerimonie di resa del 7 maggio 1945 a Reims e dell'8 maggio 1945 a Berlino. Nelle settimane seguenti tuttavia le forze alleate entrarono in contrasto con i francesi sul confine delle Alpi occidentali e soprattutto con gli jugoslavi di Tito a Trieste e in Austria. Dopo alcuni momenti di forte tensione e l'afflusso di rinforzi alleati, gli jugoslavi acconsentirono ad applicare le disposizioni sulle zone d'occupazione concordate dalle tre grandi potenze alla conferenza di Jalta.

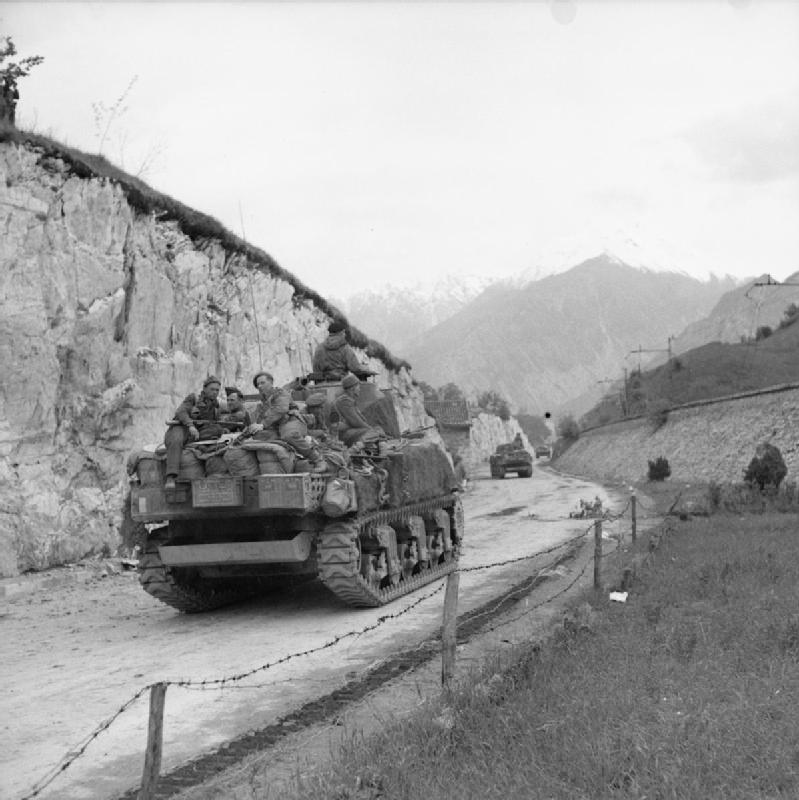
Una colonna britannica avanza verso il confine austriaco, durante gli ultimi giorni della campagna d'Italia

La lunga e combattuta campagna d'Italia del 1943-1945 rimane una delle fasi della guerra mondiale più controversa e ricca di episodi che provocarono polemiche e recriminazioni all'interno del campo anglosassone come lo sbarco a Salerno, la battaglia del fiume Rapido, il bombardamento dell'abbazia di Montecassino, la liberazione di Roma. Dal punto di vista generale sono state aspramente criticate da alcuni storici ed esperti militari le decisioni strategiche e le tattiche belliche adottate dagli Alleati ed è stata messa in dubbio l'utilità stessa della campagna per gli anglo-americani. Gli Alleati e in particolare gli Stati Uniti avevano obiettivi limitati in Italia, che in pratica consistevano nel cercare di tenere impegnate il maggior numero possibile di formazioni tedesche in modo da alleggerire la situazione dei sovietici sul fronte orientale e di favorire la riuscita al momento opportuno dell'apertura del secondo fronte in Europa. Nelle loro memorie Alexander e Churchill hanno affermato che il compito fu "ammirevolmente eseguito": molte eccellenti divisioni mobili tedesche rimasero bloccate in Italia.
Il giudizio di molti storici è meno positivo: si è affermato che la campagna fu un "vicolo cieco", che gli Alleati non sapevano mai perché stessero veramente combattendo la campagna, che in realtà furono i tedeschi che, con l'impiego di un numero minimo di divisioni di prima qualità, trattennero in un settore secondario forze molto superiori numericamente e materialmente. Il feldmaresciallo Kesselring, che nelle sue memorie descrive in termini altamente elogiativi la condotta sua e delle truppe tedesche, ha criticato la strategia eccessivamente metodica degli Alleati e il loro mancato sfruttamento di molte opportunità operative.

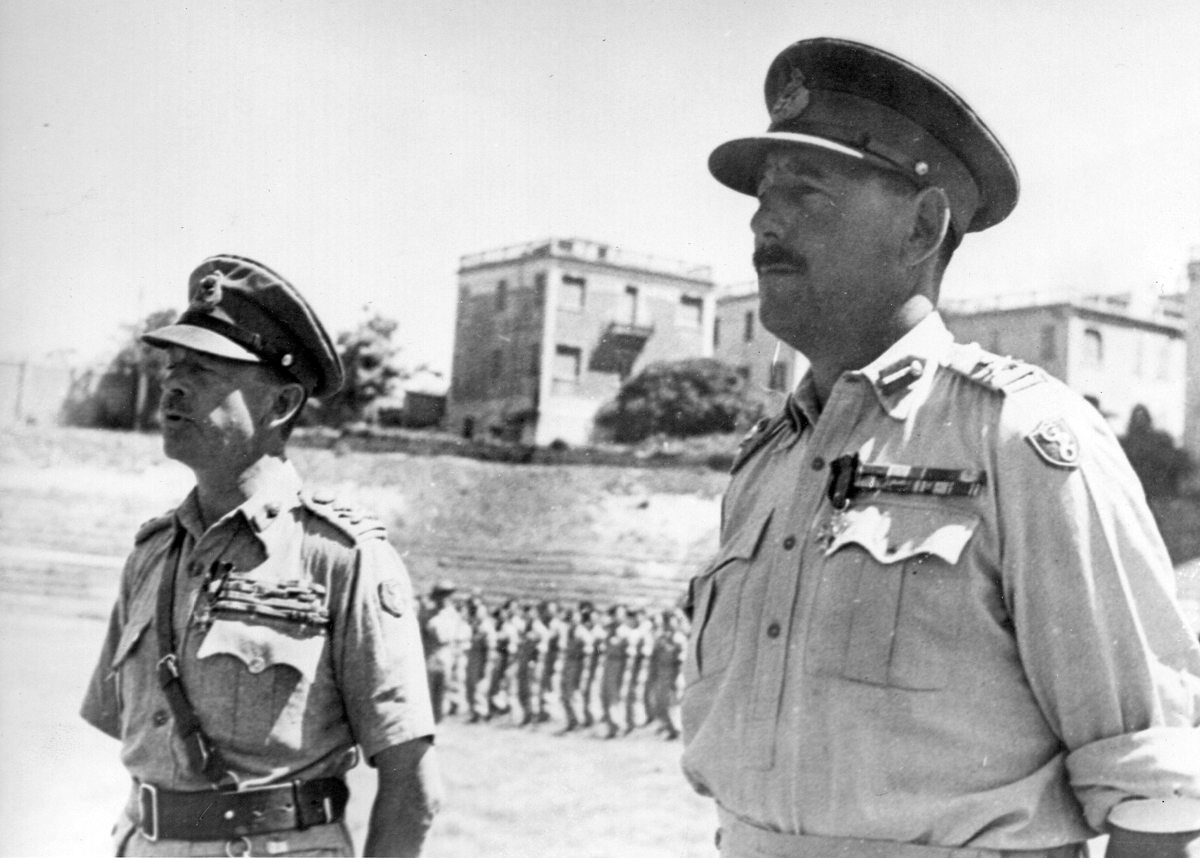
Il generale Harold Alexander in primo piano e, alla sua destra, il generale Oliver Leese

Dal punto di vista tattico molti autori hanno evidenziato i numerosi errori dei comandanti alleati e la scarsa elasticità dei loro metodi operativi, mentre in generale sono state apprezzate le capacità tattiche e la tenacia delle truppe tedesche e la preparazione dei generali, in particolare di Kesselring, che seppero condurre con abilità la lunga battaglia difensiva sfruttando i vantaggi del terreno e del clima. Lo storico statunitense Rick Atkinson, nella sua opera dedicata alla campagna d'Italia pubblicata nel 2008, ha fornito invece una valutazione meno critica della condotta alleata in Italia: egli ha affermato che in definitiva gli anglo-americani riuscirono, pur lentamente e a costo di gravi perdite, a liberare la penisola, che furono raggiunti importanti vantaggi strategici nel Mediterraneo, che i bombardieri partiti dall'Italia meridionale poterono raggiungere obiettivi decisivi in Europa sud-orientale. Atkinson infine rileva come, in mancanza di alternative strategiche e in attesa dello sbarco in Francia previsto per il 1944, fosse inevitabile per gli anglo-americani continuare la campagna d'Italia anche per evitare ulteriori aspre critiche da parte di Stalin, che da molti mesi accusava i suoi alleati di inerzia, passività e di aver mancato di adempiere alle loro promesse di aprire al più presto il secondo fronte.
La campagna d'Italia costò dure perdite a entrambe le parti: gli Alleati ebbero circa 313 000 soldati morti, feriti o prigionieri e persero circa 8 000 aerei, mentre i tedeschi subirono circa 336 000 perdite fino alla fase finale dell'aprile 1945; altre fonti riportano cifre più elevate per i tedeschi. La popolazione italiana subì grandi danni durante la campagna e la penisola fu devastata dal passaggio del fronte e dalle incursioni aeree; circa 64 000 civili morirono a causa dei bombardamenti, circa 10 000 persone furono uccise dai tedeschi e dalle truppe della RSI nelle rappresaglie e nelle operazioni di repressione, mentre i partigiani ebbero 35 000 morti.